# Torneo Clausura 2022 Liga de Expansión
El Torneo Clausura 2022 o también llamado Torneo Grita México Clausura 2022 fue el cuarto torneo de la Liga de Expansión MX, una liga de fútbol fundada en el año 2020 como parte del "Proyecto de Estabilización", el cual tiene como objetivo rescatar a los equipos de la Liga de Ascenso de México con problemas financieros y evitar de esta forma la desaparición de la Segunda División en México. El Atlético Morelia fue el campeón del torneo por primera ocasión tras derrotar por 2-0 en el marcador global al club Cimarrones de Sonora.

## Cambios
- Durante este torneo comenzará la instalación de un comité de vigilancia que se encargue de establecer y revisar los lineamientos necesarios para que los equipos integrantes de la Liga de Expansión MX puedan optar a la certificación, y de esta manera exista la posibilidad para que los clubes integrantes de este circuito puedan competir por una plaza en la Liga MX a partir de la temporada 2022-2023.[4][5]

## Sistema de competición
El torneo de la Liga de Expansión MX, está conformado en dos partes:
- Fase de calificación: Se integra por las 17 jornadas del torneo.
- Fase final: Se integra por los partidos de cuartos de final, semifinal y final, más conocida como liguilla.

### Fase de clasificación
En la fase de clasificación se observará el sistema de puntos. La ubicación en la tabla general está sujeta a lo siguiente:
- Por juego ganado se obtendrán tres puntos.
- Por juego ganado como visitante se obtendrá cuatro puntos, sin embargo existirá un límite de puntos posibles, únicamente se podrán conseguir en los primeros siete partidos como visitante de cada club.[7]
- Por juego empatado se obtendrá un punto.
- Por juego perdido no se otorgan puntos.

En esta fase participan los 17 clubes de la Liga de Expansión MX jugando en cada torneo todos contra todos durante las 17 jornadas respectivas, a un solo partido.
El orden de los clubes al final de la fase de calificación del torneo corresponderá a la suma de los puntos obtenidos por cada uno de ellos y se presentará en forma descendente. Si al finalizar las 17 jornadas del torneo, dos o más clubes estuviesen empatados en puntos, su posición en la tabla general será determinada atendiendo a los siguientes criterios de desempate:
1. Mejor diferencia entre los goles anotados y recibidos y goles.
2. Mayor número de goles anotados.
3. Marcadores particulares entre los clubes empatados.
4. Mayor número de goles anotados como visitante.
5. Mejor ubicado en la tabla general de cociente
6. Tabla Fair Play
7. Sorteo.

Para determinar los lugares que ocuparán los clubes que participen en la fase final del torneo se tomará como base la tabla general de clasificación.
Participan automáticamente por el título de Campeón de la Liga de Expansión MX, los 12 primeros clubes de la tabla general de clasificación al término de las 17 jornadas, los primeros cuatro lugares se clasifican directamente a los cuartos de final.

### Fase final
Previo a la ronda de cuartos de final, habrá una fase de reclasificación en la que participarán los clubes ubicados entre las posiciones 5 y 12 de la tabla general. Jugarán el 5 vs. el 12, el 6 vs. el 11, 7 vs. 10, y 8 vs 9. Las eliminatorias se jugarán a un partido, en el estadio del club mejor ubicado en la tabla general. Los 4 clubes ganadores se reubicarán en los lugares del 5 al 8, según su posición en la tabla, para jugar la etapa de cuartos de final. Los equipos clasificados de la posición 1 al 4 se clasificarán directamente a los cuartos de final.
Los ocho clubes calificados para esta fase del torneo serán reubicados de acuerdo con el lugar que ocupen en la tabla General al término de la Jornada 17, con el puesto del número uno al club mejor clasificado, y así hasta el número 7. Los partidos a esta fase se desarrollarán a visita, en las siguientes etapas:
- Cuartos de final
- Semifinales
- Final

Los clubes vencedores en los partidos de cuartos de final y semifinal serán aquellos que en los dos juegos anoten el mayor número de goles. De existir empate en el número de goles anotados, la posición se definirá a favor del club con mayor cantidad de goles a favor cuando actúe como visitante. Aplicarán las mismas normativas para el orden de enfrentamientos la ronda de semifinales y final.
Si una vez aplicado el criterio anterior los clubes siguieran empatados, se observará la posición de los clubes en la tabla general de clasificación.
Los partidos correspondientes a las fases de visita recíproca se jugarán obligatoriamente los días miércoles y sábado, y jueves y domingo eligiendo, en su caso, exclusivamente en forma descendente, los cuatro clubes mejor clasificados en la tabla general al término de la jornada 17, el día y horario de su partido como local. Los siguientes cuatro clubes podrán elegir únicamente el horario.
El club vencedor de la final y por lo tanto Campeón, será aquel que en los dos partidos anote el mayor número de goles. Si al término del tiempo reglamentario el partido está empatado, se agregarán dos tiempos extras de 15 minutos cada uno. De persistir el empate en estos periodos, se procederá a lanzar tiros penales hasta que resulte un vencedor.
Los partidos de cuartos de final se jugarán de la siguiente manera:
En las semifinales participarán los cuatro clubes vencedores de cuartos de final, reubicándolos del uno al cuatro, de acuerdo a su mejor posición en la tabla General de clasificación al término de la jornada 17 del torneo correspondiente, enfrentándose:
Disputarán el título de Campeón del Torneo de Clausura 2022, los dos clubes vencedores de la fase semifinal correspondiente, reubicándolos del uno al dos, de acuerdo a su mejor posición en la tabla general de clasificación al término de la jornada 17 de cada Torneo.

## Información de los clubes
| Club             | Entrenador              | Ciudad                         | Estadio                      | Capacidad | Fundación       | Patrocinador          | Kit          |
| ---------------- | ----------------------- | ------------------------------ | ---------------------------- | --------- | --------------- | --------------------- | ------------ |
| Atlante          | Mario García Covalles   | Ciudad de México               | Ciudad de los Deportes       | 34 253    | 1918 (106 años) | Betcris               | UIN Sports   |
| Atlético Morelia | Ricardo Valiño          | Morelia, Michoacán             | Morelos                      | 34 795    | 1950 (75 años)  | Akron                 | Keuka        |
| Cancún           | Federico Vilar          | Cancún, Quintana Roo           | Olímpico Andrés Quintana Roo | 18 844    | 2020 (4 años)   | Cancún / Riviera Maya | Nike         |
| Celaya           | Israel Hernández        | Celaya, Guanajuato             | Miguel Alemán Valdés         | 23 182    | 1954 (71 años)  | Bachoco               | Keuka        |
| Cimarrones       | Gabriel Ernesto Pereyra | Hermosillo, Sonora             | Héroe de Nacozari            | 18 747    | 2013 (12 años)  | Caliente              | Keuka        |
| Correcaminos UAT | Héctor Altamirano       | Ciudad Victoria, Tamaulipas    | Marte R. Gómez               | 10 520    | 1980 (45 años)  | RVG Combustibles      | Silver Sport |
| Dorados          | Rafael García           | Culiacán, Sinaloa              | Dorados                      | 23 000    | 2003 (21 años)  | Coppel                | Charly       |
| Leones Negros    | Alfonso Sosa            | Guadalajara, Jalisco           | Jalisco                      | 55 020    | 1970 (55 años)  | Electrolit            | Sporelli     |
| Oaxaca           | Jorge Manrique          | Oaxaca, Oaxaca                 | Tecnológico de Oaxaca        | 14 598    | 2012 (12 años)  | Patsa                 | Silver Sport |
| Pumas Tabasco    | Raúl Alpízar            | Villahermosa, Tabasco          | Olímpico de Villahermosa     | 12 000    | 2020 (4 años)   | DHL                   | Nike         |
| Raya2            | Héctor Becerra          | Monterrey, Nuevo León          | BBVA                         | 53 500    | 2021 (3 años)   |                       | Puma         |
| Tampico Madero   | Gerardo Espinoza        | Tampico Madero, Tamaulipas     | Tamaulipas                   | 19 667    | 1982 (42 años)  | Nexum                 | Charly       |
| Tapatío          | Joaquín Moreno          | Zapopan, Jalisco               | Akron                        | 49 850    | 1973 (51 años)  | Caliente              | Puma         |
| Tepatitlán       | Bruno Marioni           | Tepatitlán de Morelos, Jalisco | Tepa Gómez                   | 12 500    | 1944 (81 años)  | Pacífica              | Sporelli     |
| Tlaxcala         | Jonathan Estrada        | Tlaxcala, Tlaxcala             | Tlahuicole                   | 12 000    | 2014 (10 años)  | Grupo Providencia     | Keuka        |
| Venados          | Carlos Gutiérrez        | Mérida, Yucatán                | Carlos Iturralde             | 15 087    | 1988 (37 años)  | Yucatán               | Spiro        |
| Zacatecas        | Alexis Moreno           | Zacatecas, Zacatecas           | Carlos Vega Villalba         | 20 068    | 2014 (11 años)  | Fresnillo plc         | Spiro        |

Datos actualizados al 15 de abril de 2022.

### Cambios de entrenadores
| Equipo        | Entrenador (jornadas)                            |
| ------------- | ------------------------------------------------ |
| Tepatitlán    | Francisco Ramírez (1 - 6) Bruno Marioni (7 - )   |
| Correcaminos  | Jorge Urbina (1 - 7) Héctor Altamirano (8 - )    |
| Raya2         | Aldo de Nigris (1 - 10) Héctor Becerra (11 - )   |
| Pumas Tabasco | Alejandro Pérez (1 - 12) Raúl Alpízar (13 - )    |
| Tlaxcala      | Antonio Torres (1 - 12) Jonathan Estrada (13 - ) |
| Tapatío       | Ricardo Cadena (1 - 14) Joaquín Moreno (14 - )   |

### Equipos por Entidad Federativa
| Estado           | N.º | Equipos                                    |
| ---------------- | --- | ------------------------------------------ |
| Jalisco          | 3   | U. de G., Tepatitlán F. C. y C. D. Tapatío |
| Tamaulipas       | 2   | Correcaminos UAT y Tampico Madero          |
| Ciudad de México | 1   | Atlante                                    |
| Guanajuato       | 1   | Celaya                                     |
| Michoacán        | 1   | Morelia                                    |
| Nuevo León       | 1   | Raya2                                      |
| Oaxaca           | 1   | Oaxaca                                     |
| Quintana Roo     | 1   | Cancún                                     |
| Sinaloa          | 1   | Dorados                                    |
| Sonora           | 1   | Cimarrones                                 |
| Tabasco          | 1   | Pumas Tabasco                              |
| Tlaxcala         | 1   | Tlaxcala                                   |
| Yucatán          | 1   | Venados                                    |
| Zacatecas        | 1   | Mineros                                    |

### Estadios
|                                                                                           |                                                                                                |                                                                                             |
|                                                                                           |                                                                                                |                                                                                             |
| Estadio Jalisco Ciudad: Guadalajara Capacidad: 55.020 Club: Universidad de Guadalajara    | Estadio BBVA Ciudad: Guadalupe Capacidad: 53.500 Club: Raya2                                   | Estadio Akron Ciudad: Zapopan Capacidad:49.850 Club: Club Deportivo Tapatío                 |
|                                                                                           |                                                                                                |                                                                                             |
| Estadio Morelos Ciudad: Morelia Capacidad: 34.795 Club: Atlético Morelia                  | Estadio de la Ciudad de los Deportes Ciudad: Ciudad de México Capacidad: 34.253 Club: Atlante  | Estadio Miguel Alemán Valdés Ciudad: Celaya Capacidad: 23.182 Club: Celaya                  |
|                                                                                           |                                                                                                |                                                                                             |
| Estadio Dorados Ciudad: Culiacán Capacidad: 23.000 Club: Dorados de Sinaloa               | Estadio Carlos Vega Villalba Ciudad: Zacatecas Capacidad: 20.068 Club: Mineros de Zacatecas    | Estadio Tamaulipas Ciudad: Tampico, Ciudad Madero Capacidad: 19.667 Club: Tampico Madero    |
|                                                                                           |                                                                                                |                                                                                             |
| Estadio Héroe de Nacozari Ciudad: Hermosillo Capacidad: 18.747 Club: Cimarrones de Sonora | Estadio Olímpico Andrés Quintana Roo Ciudad: Cancún Capacidad: 18.844 Club: Cancún Fútbol Club | Estadio Carlos Iturralde Rivero Ciudad: Mérida Capacidad: 15.087 Club: Venados              |
|                                                                                           |                                                                                                |                                                                                             |
| Estadio Tecnológico de Oaxaca Ciudad: Oaxaca Capacidad:14.598 Club: Alebrijes de Oaxaca   | Estadio Tepa Gómez Ciudad: Tepatitlán Capacidad: 12.500 Club: Tepatitlán Fútbol Club           | Estadio Olímpico de Villahermosa Ciudad: Villahermosa Capacidad: 12.000 Club: Pumas Tabasco |
|                                                                                           |                                                                                                |                                                                                             |
| Estadio Tlahuicole Ciudad:Tlaxcala Capacidad: 12.000 Club: Tlaxcala Fútbol Club           | Estadio Marte R. Gómez Ciudad: Ciudad Victoria Capacidad: 10.520 Club: Correcaminos UAT        |                                                                                             |

## Torneo regular
- El Calendario completo según la página oficial.[23]
- Los horarios son correspondientes al Tiempo del Centro de México (UTC-6 y UTC-5 en horario de verano).[24]

| Jornada 1     | Jornada 1 | Jornada 1        | Jornada 1                | Jornada 1      | Jornada 1      | Jornada 1      | Jornada 1      | Jornada 1      | Jornada 1 |
| Local         | Resultado | Visitante        | Estadio                  | Fecha          | Hora           | Espectadores   | Amonestado     | Expulsado      |           |
| ------------- | --------- | ---------------- | ------------------------ | -------------- | -------------- | -------------- | -------------- | -------------- | --------- |
| Oaxaca        | 2 - 0     | Cancún           | Tecnológico de Oaxaca    | 5 de enero     | 19:00          | 1 874          | 3              | 0              |           |
| Celaya        | 1 - 1     | Tepatitlán       | Miguel Alemán Valdés     | 6 de enero     | 17:00          | 1 100          | 2              | 0              |           |
| Pumas Tabasco | 0 - 1     | Raya2            | Olímpico de Villahermosa | 6 de enero     | 19:05          | 685            | 4              | 0              |           |
| Tapatío       | 2 - 0     | Zacatecas        | Akron                    | 7 de enero     | 17:00          | 251            | 7              | 0              |           |
| Venados       | 1 - 0     | Atlante          | Carlos Iturralde         | 8 de enero     | 19:00          | 2 252          | 4              | 0              |           |
| Tlaxcala      | 0 - 4     | Atlético Morelia | Tlahuicole               | 9 de enero     | 17:00          | 3 744          | 1              | 0              |           |
| Correcaminos  | 1 - 2     | Dorados          | Marte R. Gómez           | 9 de enero     | 20:00          | 30             | 2              | 0              |           |
| Cimarrones    | 2 - 3     | Leones Negros    | Héroe de Nacozari        | 13 de febrero  | 21:00          | 887            | 6              | 0              |           |
| DESCANSO:     | DESCANSO: | DESCANSO:        | Tampico Madero           | Tampico Madero | Tampico Madero | Tampico Madero | Tampico Madero | Tampico Madero |           |

| Jornada 2      | Jornada 2 | Jornada 2        | Jornada 2              | Jornada 2   | Jornada 2 | Jornada 2    | Jornada 2  | Jornada 2 | Jornada 2 |
| Local          | Resultado | Visitante        | Estadio                | Fecha       | Hora      | Espectadores | Amonestado | Expulsado |           |
| -------------- | --------- | ---------------- | ---------------------- | ----------- | --------- | ------------ | ---------- | --------- | --------- |
| Raya2          | 1 - 0     | Cimarrones       | BBVA                   | 11 de enero | 17:00     | 298          | 5          | 0         |           |
| Cancún         | 2 - 0     | Celaya           | O. Andrés Quintana Roo | 11 de enero | 19:05     | 333          | 2          | 0         |           |
| Tampico Madero | 1 - 1     | Oaxaca           | Tamaulipas             | 11 de enero | 21:05     | 680          | 5          | 1         |           |
| Zacatecas      | 1 - 2     | Atlético Morelia | Carlos Vega Villalba   | 12 de enero | 17:00     | 367          | 4          | 0         |           |
| Atlante        | 1 - 1     | Tlaxcala         | Ciudad de los Deportes | 12 de enero | 19:05     | 1 021        | 3          | 0         |           |
| Dorados        | 0 - 2     | Tapatío          | Dorados                | 12 de enero | 21:05     | 1 533        | 2          | 2         |           |
| Tepatitlán     | 1 - 1     | Correcaminos     | Gregorio "Tepa" Gómez  | 13 de enero | 17:00     | 591          | 3          | 0         |           |
| Leones Negros  | 3 - 1     | Pumas Tabasco    | Jalisco                | 16 de enero | 16:00     | 944          | 4          | 0         |           |
| DESCANSO:      | DESCANSO: | DESCANSO:        | Venados                | Venados     | Venados   | Venados      | Venados    | Venados   |           |

| Jornada 3        | Jornada 3 | Jornada 3      | Jornada 3                | Jornada 3   | Jornada 3  | Jornada 3    | Jornada 3  | Jornada 3  | Jornada 3 |
| Local            | Resultado | Visitante      | Estadio                  | Fecha       | Hora       | Espectadores | Amonestado | Expulsado  |           |
| ---------------- | --------- | -------------- | ------------------------ | ----------- | ---------- | ------------ | ---------- | ---------- | --------- |
| Cancún           | 1 - 2     | Dorados        | O. Andrés Quintana Roo   | 18 de enero | 17:00      | 550          | 3          | 1          |           |
| Tlaxcala         | 1 - 0     | Cimarrones     | Tlahuicole               | 18 de enero | 19:05      | 1 112        | 2          | 0          |           |
| Correcaminos     | 0 - 0     | Zacatecas      | Marte R. Gómez           | 18 de enero | 21:05      | 0            | 2          | 0          |           |
| Celaya           | 1 - 1     | Atlante        | Miguel Alemán Valdés     | 19 de enero | 17:00      | 1 129        | 6          | 0          |           |
| Pumas Tabasco    | 2 - 0     | Tampico Madero | Olímpico de Villahermosa | 19 de enero | 19:05      | 575          | 6          | 0          |           |
| Oaxaca           | 1 - 1     | Leones Negros  | Tecnológico de Oaxaca    | 19 de enero | 21:05      | 4 329        | 5          | 0          |           |
| Tapatío          | 1 - 0     | Venados        | Akron                    | 20 de enero | 17:00      | 214          | 3          | 1          |           |
| Atlético Morelia | 1 - 0     | Raya2          | Morelos                  | 23 de enero | 17:00      | 0            | 3          | 0          |           |
| DESCANSO:        | DESCANSO: | DESCANSO:      | Tepatitlán               | Tepatitlán  | Tepatitlán | Tepatitlán   | Tepatitlán | Tepatitlán |           |

| Jornada 4      | Jornada 4 | Jornada 4        | Jornada 4              | Jornada 4   | Jornada 4 | Jornada 4    | Jornada 4  | Jornada 4 | Jornada 4 |
| Local          | Resultado | Visitante        | Estadio                | Fecha       | Hora      | Espectadores | Amonestado | Expulsado |           |
| -------------- | --------- | ---------------- | ---------------------- | ----------- | --------- | ------------ | ---------- | --------- | --------- |
| Tepatitlán     | 1 - 1     | Tlaxcala         | Gregorio "Tepa" Gómez  | 25 de enero | 17:00     | 579          | 3          | 0         |           |
| Venados        | 2 - 2     | Pumas Tabasco    | Carlos Iturralde       | 25 de enero | 19:05     | 2 394        | 5          | 1         |           |
| Zacatecas      | 1 - 0     | Cancún           | Carlos Vega Villalba   | 25 de enero | 21:05     | 644          | 3          | 0         |           |
| Raya2          | 2 - 0     | Oaxaca           | BBVA                   | 26 de enero | 17:00     | 361          | 8          | 1         |           |
| Tampico Madero | 1 - 1     | Dorados          | Tamaulipas             | 26 de enero | 19:05     | 685          | 2          | 0         |           |
| Leones Negros  | 0 - 3     | Correcaminos     | Jalisco                | 26 de enero | 19:05     | 852          | 7          | 1         |           |
| Cimarrones     | 3 - 0     | Atlético Morelia | Héroe de Nacozari      | 26 de enero | 21:05     | 0            | 6          | 1         |           |
| Atlante        | 0 - 0     | Tapatío          | Ciudad de los Deportes | 27 de enero | 21:00     | 1 195        | 4          | 0         |           |
| DESCANSO:      | DESCANSO: | DESCANSO:        | Celaya                 | Celaya      | Celaya    | Celaya       | Celaya     | Celaya    |           |

| Jornada 5    | Jornada 5 | Jornada 5        | Jornada 5              | Jornada 5     | Jornada 5     | Jornada 5     | Jornada 5     | Jornada 5     | Jornada 5 |
| Local        | Resultado | Visitante        | Estadio                | Fecha         | Hora          | Espectadores  | Amonestado    | Expulsado     |           |
| ------------ | --------- | ---------------- | ---------------------- | ------------- | ------------- | ------------- | ------------- | ------------- | --------- |
| Tlaxcala     | 1 - 0     | Venados          | Tlahuicole             | 28 de enero   | 17:00         | 2 230         | 3             | 0             |           |
| Zacatecas    | 1 - 0     | Tepatitlán       | Carlos Vega Villalba   | 28 de enero   | 19:05         | 1 462         | 4             | 0             |           |
| Oaxaca       | 1 - 1     | Atlético Morelia | Tecnológico de Oaxaca  | 29 de enero   | 17:00         | 3 245         | 6             | 2             |           |
| Correcaminos | 0 - 2     | Cimarrones       | Marte R. Gómez         | 29 de enero   | 19:05         | 0             | 7             | 1             |           |
| Celaya       | 2 - 1     | Raya2            | Miguel Alemán Valdés   | 29 de enero   | 21:05         | 1 653         | 5             | 1             |           |
| Tapatío      | 2 - 1     | Tampico Madero   | Akron                  | 30 de enero   | 12:00         | 328           | 5             | 0             |           |
| Cancún       | 1 - 2     | Atlante          | O. Andrés Quintana Roo | 30 de enero   | 19:00         | 2 987         | 3             | 1             |           |
| Dorados      | 0 - 1     | Leones Negros    | Dorados                | 30 de enero   | 21:05         | 1 451         | 3             | 0             |           |
| DESCANSO:    | DESCANSO: | DESCANSO:        | Pumas Tabasco          | Pumas Tabasco | Pumas Tabasco | Pumas Tabasco | Pumas Tabasco | Pumas Tabasco |           |

| Jornada 6        | Jornada 6 | Jornada 6    | Jornada 6                | Jornada 6    | Jornada 6 | Jornada 6    | Jornada 6  | Jornada 6 | Jornada 6 |
| Local            | Resultado | Visitante    | Estadio                  | Fecha        | Hora      | Espectadores | Amonestado | Expulsado |           |
| ---------------- | --------- | ------------ | ------------------------ | ------------ | --------- | ------------ | ---------- | --------- | --------- |
| Tepatitlán       | 1 - 2     | Oaxaca       | Gregorio "Tepa" Gómez    | 1 de febrero | 17:00     | 675          | 12         | 0         |           |
| Pumas Tabasco    | 0 - 1     | Celaya       | Olímpico de Villahermosa | 1 de febrero | 19:05     | 1 008        | 1          | 0         |           |
| Venados          | 2 - 2     | Correcaminos | Carlos Iturralde         | 1 de febrero | 21:05     | 2 478        | 2          | 0         |           |
| Raya2            | 0 - 1     | Atlante      | BBVA                     | 2 de febrero | 17:00     | 352          | 3          | 2         |           |
| Tampico Madero   | 1 - 2     | Cancún       | Tamaulipas               | 2 de febrero | 19:05     | 636          | 4          | 0         |           |
| Cimarrones       | 2 - 0     | Dorados      | Héroe de Nacozari        | 2 de febrero | 21:05     | 943          | 5          | 0         |           |
| Atlético Morelia | 1 - 2     | Tapatío      | Morelos                  | 3 de febrero | 19:00     | 0            | 3          | 1         |           |
| Leones Negros    | 2 - 3     | Zacatecas    | Jalisco                  | 4 de febrero | 19:00     | 1 660        | 7          | 2         |           |
| DESCANSO:        | DESCANSO: | DESCANSO:    | Tlaxcala                 | Tlaxcala     | Tlaxcala  | Tlaxcala     | Tlaxcala   | Tlaxcala  |           |

| Jornada 7    | Jornada 7 | Jornada 7        | Jornada 7              | Jornada 7     | Jornada 7  | Jornada 7    | Jornada 7  | Jornada 7  | Jornada 7 |
| Local        | Resultado | Visitante        | Estadio                | Fecha         | Hora       | Espectadores | Amonestado | Expulsado  |           |
| ------------ | --------- | ---------------- | ---------------------- | ------------- | ---------- | ------------ | ---------- | ---------- | --------- |
| Cancún       | 2 - 1     | Tepatitlán       | O. Andrés Quintana Roo | 8 de febrero  | 17:00      | 415          | 6          | 0          |           |
| Correcaminos | 1 - 1     | Atlético Morelia | Marte R. Gómez         | 8 de febrero  | 19:05      | 0            | 7          | 1          |           |
| Dorados      | 4 - 1     | Pumas Tabasco    | Dorados                | 8 de febrero  | 21:05      | 1 533        | 2          | 0          |           |
| Oaxaca       | 1 - 0     | Venados          | Tecnológico de Oaxaca  | 9 de febrero  | 17:00      | 3 825        | 4          | 0          |           |
| Celaya       | 0 - 0     | Leones Negros    | Miguel Alemán Valdés   | 9 de febrero  | 19:05      | 1 563        | 4          | 0          |           |
| Zacatecas    | 1 - 0     | Raya2            | Carlos Vega Villalba   | 9 de febrero  | 21:05      | 740          | 3          | 0          |           |
| Tapatío      | 1 - 1     | Tlaxcala         | Akron                  | 10 de febrero | 17:00      | 369          | 4          | 0          |           |
| Atlante      | 1 - 0     | Tampico Madero   | Ciudad de los Deportes | 10 de febrero | 21:00      | 1 586        | 1          | 0          |           |
| DESCANSO:    | DESCANSO: | DESCANSO:        | Cimarrones             | Cimarrones    | Cimarrones | Cimarrones   | Cimarrones | Cimarrones |           |

| Jornada 8        | Jornada 8 | Jornada 8      | Jornada 8                | Jornada 8     | Jornada 8 | Jornada 8    | Jornada 8  | Jornada 8 | Jornada 8 |
| Local            | Resultado | Visitante      | Estadio                  | Fecha         | Hora      | Espectadores | Amonestado | Expulsado |           |
| ---------------- | --------- | -------------- | ------------------------ | ------------- | --------- | ------------ | ---------- | --------- | --------- |
| Tlaxcala         | 0 - 1     | Celaya         | Tlahuicole               | 15 de febrero | 17:00     | 5 637        | 6          | 0         |           |
| Venados          | 2 - 1     | Tampico Madero | Carlos Iturralde         | 15 de febrero | 19:05     | 2 753        | 6          | 0         |           |
| Raya2            | 3 - 3     | Correcaminos   | BBVA                     | 15 de febrero | 21:05     | 1 153        | 6          | 0         |           |
| Tepatitlán       | 2 - 0     | Dorados        | Gregorio "Tepa" Gómez    | 16 de febrero | 17:00     | 1 045        | 5          | 0         |           |
| Pumas Tabasco    | 2 - 1     | Tapatío        | Olímpico de Villahermosa | 16 de febrero | 19:05     | 1 319        | 3          | 0         |           |
| Cimarrones       | 0 - 1     | Oaxaca         | Héroe de Nacozari        | 16 de febrero | 21:05     | 916          | 10         | 1         |           |
| Leones Negros    | 3 - 1     | Atlante        | Jalisco                  | 17 de febrero | 18:00     | 2 020        | 8          | 0         |           |
| Atlético Morelia | 4 - 1     | Cancún         | Morelos                  | 18 de febrero | 17:00     | 0            | 5          | 0         |           |
| DESCANSO:        | DESCANSO: | DESCANSO:      | Zacatecas                | Zacatecas     | Zacatecas | Zacatecas    | Zacatecas  | Zacatecas |           |

| Jornada 9      | Jornada 9 | Jornada 9     | Jornada 9              | Jornada 9        | Jornada 9        | Jornada 9        | Jornada 9        | Jornada 9        | Jornada 9 |
| Local          | Resultado | Visitante     | Estadio                | Fecha            | Hora             | Espectadores     | Amonestado       | Expulsado        |           |
| -------------- | --------- | ------------- | ---------------------- | ---------------- | ---------------- | ---------------- | ---------------- | ---------------- | --------- |
| Zacatecas      | 4 - 2     | Oaxaca        | Carlos Vega Villalba   | 22 de febrero    | 17:00            | 1 362            | 3                | 2                |           |
| Celaya         | 1 - 1     | Correcaminos  | Miguel Alemán Valdés   | 22 de febrero    | 19:05            | 1 693            | 5                | 0                |           |
| Tampico Madero | 3 - 1     | Tepatitlán    | Tamaulipas             | 22 de febrero    | 21:05            | 1 551            | 4                | 0                |           |
| Leones Negros  | 0 - 1     | Venados       | Jalisco                | 23 de febrero    | 17:00            | 984              | 5                | 0                |           |
| Cancún         | 0 - 0     | Raya2         | O. Andrés Quintana Roo | 23 de febrero    | 19:05            | 1 139            | 5                | 0                |           |
| Dorados        | 2 - 0     | Tlaxcala      | Dorados                | 23 de febrero    | 21:05            | 1 433            | 2                | 0                |           |
| Atlante        | 0 - 0     | Pumas Tabasco | Ciudad de los Deportes | 24 de febrero    | 17:00            | 1 733            | 7                | 2                |           |
| Tapatío        | 0 - 0     | Cimarrones    | Akron                  | 27 de febrero    | 12:00            | 292              | 6                | 0                |           |
| DESCANSO:      | DESCANSO: | DESCANSO:     | Atlético Morelia       | Atlético Morelia | Atlético Morelia | Atlético Morelia | Atlético Morelia | Atlético Morelia |           |

| Jornada 10       | Jornada 10 | Jornada 10     | Jornada 10               | Jornada 10  | Jornada 10 | Jornada 10   | Jornada 10 | Jornada 10 | Jornada 10 |
| Local            | Resultado  | Visitante      | Estadio                  | Fecha       | Hora       | Espectadores | Amonestado | Expulsado  |            |
| ---------------- | ---------- | -------------- | ------------------------ | ----------- | ---------- | ------------ | ---------- | ---------- | ---------- |
| Oaxaca           | 1 - 0      | Celaya         | Tecnológico de Oaxaca    | 1 de marzo  | 17:00      | 2 547        | 4          | 0          |            |
| Correcaminos     | 0 - 1      | Cancún         | Marte R. Gómez           | 1 de marzo  | 19:05      | 1 512        | 6          | 0          |            |
| Tepatitlán       | 1 - 0      | Tapatío        | Gregorio "Tepa" Gómez    | 2 de marzo  | 17:00      | 1 082        | 6          | 0          |            |
| Pumas Tabasco    | 0 - 5      | Zacatecas      | Olímpico de Villahermosa | 2 de marzo  | 19:05      | 364          | 0          | 0          |            |
| Raya2            | 3 - 3      | Venados        | BBVA                     | 2 de marzo  | 21:05      | 519          | 2          | 0          |            |
| Atlético Morelia | 2 - 0      | Dorados        | Morelos                  | 3 de marzo  | 19:00      | 10 521       | 6          | 1          |            |
| Cimarrones       | 1 - 0      | Tampico Madero | Héroe de Nacozari        | 3 de marzo  | 21:05      | 938          | 5          | 0          |            |
| Tlaxcala         | 1 - 2      | Leones Negros  | Tlahuicole               | 20 de marzo | 10:00      | 2 100        | 2          | 2          |            |
| DESCANSO:        | DESCANSO:  | DESCANSO:      | Atlante                  | Atlante     | Atlante    | Atlante      | Atlante    | Atlante    |            |

| Jornada 11     | Jornada 11 | Jornada 11       | Jornada 11               | Jornada 11  | Jornada 11 | Jornada 11   | Jornada 11 | Jornada 11 | Jornada 11 |
| Local          | Resultado  | Visitante        | Estadio                  | Fecha       | Hora       | Espectadores | Amonestado | Expulsado  |            |
| -------------- | ---------- | ---------------- | ------------------------ | ----------- | ---------- | ------------ | ---------- | ---------- | ---------- |
| Celaya         | 2 - 2      | Atlético Morelia | Miguel Alemán Valdés     | 8 de marzo  | 17:00      | 0            | 6          | 1          |            |
| Tampico Madero | 0 - 0      | Raya2            | Tamaulipas               | 8 de marzo  | 19:05      | 0            | 2          | 0          |            |
| Venados        | 1 - 0      | Cancún           | Carlos Iturralde         | 8 de marzo  | 21:05      | 0            | 2          | 0          |            |
| Leones Negros  | 2 - 1      | Tepatitlán       | Jalisco                  | 9 de marzo  | 17:00      | 0            | 2          | 0          |            |
| Pumas Tabasco  | 0 - 0      | Tlaxcala         | Olímpico de Villahermosa | 9 de marzo  | 19:05      | 0            | 6          | 1          |            |
| Dorados        | 0 - 1      | Zacatecas        | Dorados                  | 9 de marzo  | 21:05      | 0            | 5          | 1          |            |
| Tapatío        | 1 - 0      | Correcaminos     | Akron                    | 10 de marzo | 19:00      | 0            | 7          | 0          |            |
| Atlante        | 1 - 1      | Cimarrones       | Ciudad de los Deportes   | 13 de marzo | 17:00      | 0            | 5          | 1          |            |
| DESCANSO:      | DESCANSO:  | DESCANSO:        | Oaxaca                   | Oaxaca      | Oaxaca     | Oaxaca       | Oaxaca     | Oaxaca     |            |

| Jornada 12       | Jornada 12 | Jornada 12     | Jornada 12             | Jornada 12    | Jornada 12    | Jornada 12    | Jornada 12    | Jornada 12    | Jornada 12 |
| Local            | Resultado  | Visitante      | Estadio                | Fecha         | Hora          | Espectadores  | Amonestado    | Expulsado     |            |
| ---------------- | ---------- | -------------- | ---------------------- | ------------- | ------------- | ------------- | ------------- | ------------- | ---------- |
| Zacatecas        | 0 - 0      | Venados        | Carlos Vega Villalba   | 15 de marzo   | 17:00         | 407           | 9             | 0             |            |
| Cancún           | 1 - 0      | Tapatío        | O. Andrés Quintana Roo | 15 de marzo   | 19:05         | 972           | 6             | 0             |            |
| Oaxaca           | 2 - 1      | Tlaxcala       | Tecnológico de Oaxaca  | 16 de marzo   | 17:00         | 2 088         | 6             | 0             |            |
| Correcaminos     | 2 - 0      | Atlante        | Marte R. Gómez         | 16 de marzo   | 19:05         | 1 009         | 6             | 0             |            |
| Cimarrones       | 3 - 2      | Celaya         | Héroe de Nacozari      | 16 de marzo   | 21:05         | 1 183         | 4             | 0             |            |
| Tepatitlán       | 1 - 0      | Pumas Tabasco  | Gregorio "Tepa" Gómez  | 17 de marzo   | 17:00         | 740           | 2             | 0             |            |
| Atlético Morelia | 2 - 1      | Tampico Madero | Morelos                | 20 de marzo   | 12:05         | 7 410         | 1             | 0             |            |
| Raya2            | 0 - 1      | Dorados        | BBVA                   | 10 de abril   | 10:00         | 342           | 5             | 2             |            |
| DESCANSO:        | DESCANSO:  | DESCANSO:      | Leones Negros          | Leones Negros | Leones Negros | Leones Negros | Leones Negros | Leones Negros |            |

| Jornada 13     | Jornada 13 | Jornada 13       | Jornada 13               | Jornada 13  | Jornada 13 | Jornada 13   | Jornada 13 | Jornada 13 | Jornada 13 |
| Local          | Resultado  | Visitante        | Estadio                  | Fecha       | Hora       | Espectadores | Amonestado | Expulsado  |            |
| -------------- | ---------- | ---------------- | ------------------------ | ----------- | ---------- | ------------ | ---------- | ---------- | ---------- |
| Tapatío        | 0 - 1      | Oaxaca           | Akron                    | 22 de marzo | 17:00      | 401          | 5          | 0          |            |
| Pumas Tabasco  | 2 - 2      | Cimarrones       | Olímpico de Villahermosa | 22 de marzo | 19:05      | 375          | 4          | 0          |            |
| Dorados        | 0 - 2      | Celaya           | Dorados                  | 22 de marzo | 21:05      | 1 633        | 4          | 0          |            |
| Atlante        | 2 - 0      | Atlético Morelia | Ciudad de los Deportes   | 23 de marzo | 17:00      | 1 055        | 7          | 1          |            |
| Leones Negros  | 0 - 0      | Raya2            | Jalisco                  | 23 de marzo | 17:00      | 926          | 1          | 0          |            |
| Venados        | 0 - 0      | Tepatitlán       | Carlos Iturralde         | 23 de marzo | 19:05      | 2 410        | 5          | 0          |            |
| Tampico Madero | 1 - 0      | Zacatecas        | Tamaulipas               | 23 de marzo | 21:05      | 1 015        | 11         | 1          |            |
| Tlaxcala       | 4 - 0      | Correcaminos     | Tlahuicole               | 24 de marzo | 17:00      | 1 040        | 3          | 0          |            |
| DESCANSO:      | DESCANSO:  | DESCANSO:        | Cancún                   | Cancún      | Cancún     | Cancún       | Cancún     | Cancún     |            |

| Jornada 14       | Jornada 14 | Jornada 14     | Jornada 14             | Jornada 14  | Jornada 14 | Jornada 14   | Jornada 14 | Jornada 14 | Jornada 14 |
| Local            | Resultado  | Visitante      | Estadio                | Fecha       | Hora       | Espectadores | Amonestado | Expulsado  |            |
| ---------------- | ---------- | -------------- | ---------------------- | ----------- | ---------- | ------------ | ---------- | ---------- | ---------- |
| Cancún           | 2 - 2      | Pumas Tabasco  | O. Andrés Quintana Roo | 25 de marzo | 19:00      | 1 234        | 2          | 0          |            |
| Celaya           | 5 - 0      | Tapatío        | Miguel Alemán Valdés   | 25 de marzo | 21:00      | 1 364        | 3          | 0          |            |
| Oaxaca           | 5 - 1      | Dorados        | Tecnológico de Oaxaca  | 26 de marzo | 19:00      | 3 739        | 5          | 1          |            |
| Cimarrones       | 1 - 1      | Venados        | Héroe de Nacozari      | 26 de marzo | 21:00      | 1 493        | 2          | 0          |            |
| Tepatitlán       | 2 - 1      | Atlante        | Gregorio "Tepa" Gómez  | 26 de marzo | 21:05      | 2 022        | 2          | 0          |            |
| Atlético Morelia | 0 - 1      | Leones Negros  | Morelos                | 27 de marzo | 12:00      | 7 225        | 7          | 0          |            |
| Zacatecas        | 3 - 4      | Tlaxcala       | Carlos Vega Villalba   | 27 de marzo | 19:00      | 1 876        | 4          | 1          |            |
| Correcaminos     | 2 - 1      | Tampico Madero | Marte R. Gómez         | 27 de marzo | 21:00      | 2 537        | 5          | 2          |            |
| DESCANSO:        | DESCANSO:  | DESCANSO:      | Raya2                  | Raya2       | Raya2      | Raya2        | Raya2      | Raya2      |            |

| Jornada 15    | Jornada 15 | Jornada 15       | Jornada 15               | Jornada 15  | Jornada 15 | Jornada 15   | Jornada 15 | Jornada 15 | Jornada 15 |
| Local         | Resultado  | Visitante        | Estadio                  | Fecha       | Hora       | Espectadores | Amonestado | Expulsado  |            |
| ------------- | ---------- | ---------------- | ------------------------ | ----------- | ---------- | ------------ | ---------- | ---------- | ---------- |
| Atlante       | 1 - 0      | Oaxaca           | Ciudad de los Deportes   | 29 de marzo | 17:00      | 922          | 3          | 0          |            |
| Venados       | 2 - 1      | Dorados          | Carlos Iturralde         | 29 de marzo | 19:05      | 3 356        | 6          | 1          |            |
| Cimarrones    | 0 - 1      | Cancún           | Héroe de Nacozari        | 29 de marzo | 21:05      | 1 097        | 5          | 0          |            |
| Celaya        | 2 - 1      | Zacatecas        | Miguel Alemán Valdés     | 30 de marzo | 17:00      | 1 107        | 7          | 1          |            |
| Pumas Tabasco | 1 - 2      | Correcaminos     | Olímpico de Villahermosa | 30 de marzo | 19:05      | 585          | 9          | 1          |            |
| Tlaxcala      | 2 - 1      | Raya2            | Tlahuicole               | 30 de marzo | 21:05      | 3 231        | 6          | 0          |            |
| Tepatitlán    | 2 - 1      | Atlético Morelia | Gregorio "Tepa" Gómez    | 31 de marzo | 18:00      | 1 189        | 6          | 0          |            |
| Leones Negros | 1 - 1      | Tampico Madero   | Jalisco                  | 1 de abril  | 18:00      | 2 376        | 4          | 0          |            |
| DESCANSO:     | DESCANSO:  | DESCANSO:        | Tapatío                  | Tapatío     | Tapatío    | Tapatío      | Tapatío    | Tapatío    |            |

| Jornada 16       | Jornada 16 | Jornada 16    | Jornada 16             | Jornada 16   | Jornada 16   | Jornada 16   | Jornada 16   | Jornada 16   | Jornada 16 |
| Local            | Resultado  | Visitante     | Estadio                | Fecha        | Hora         | Espectadores | Amonestado   | Expulsado    |            |
| ---------------- | ---------- | ------------- | ---------------------- | ------------ | ------------ | ------------ | ------------ | ------------ | ---------- |
| Oaxaca           | 0 - 0      | Pumas Tabasco | Tecnológico de Oaxaca  | 5 de abril   | 17:00        | 2 324        | 3            | 1            |            |
| Dorados          | 2 - 1      | Atlante       | Dorados                | 5 de abril   | 21:05        | 1 622        | 4            | 1            |            |
| Zacatecas        | 1 - 1      | Cimarrones    | Carlos Vega Villalba   | 6 de abril   | 17:00        | 892          | 6            | 4            |            |
| Tampico Madero   | 2 - 2      | Celaya        | Tamaulipas             | 6 de abril   | 19:05        | 818          | 1            | 2            |            |
| Cancún           | 1 - 0      | Tlaxcala      | O. Andrés Quintana Roo | 6 de abril   | 21:05        | 967          | 6            | 0            |            |
| Atlético Morelia | 2 - 2      | Venados       | Morelos                | 7 de abril   | 17:00        | 5 741        | 3            | 1            |            |
| Raya2            | 0 - 2      | Tepatitlán    | BBVA                   | 7 de abril   | 21:05        | 204          | 5            | 0            |            |
| Tapatío          | 1 - 1      | Leones Negros | Akron                  | 10 de abril  | 16:00        | 553          | 5            | 0            |            |
| DESCANSO:        | DESCANSO:  | DESCANSO:     | Correcaminos           | Correcaminos | Correcaminos | Correcaminos | Correcaminos | Correcaminos |            |

| Jornada 17    | Jornada 17 | Jornada 17       | Jornada 17               | Jornada 17  | Jornada 17 | Jornada 17   | Jornada 17 | Jornada 17 | Jornada 17 |
| Local         | Resultado  | Visitante        | Estadio                  | Fecha       | Hora       | Espectadores | Amonestado | Expulsado  |            |
| ------------- | ---------- | ---------------- | ------------------------ | ----------- | ---------- | ------------ | ---------- | ---------- | ---------- |
| Tlaxcala      | 1 - 0      | Tampico Madero   | Tlahuicole               | 12 de abril | 17:00      | 4 673        | 2          | 0          |            |
| Correcaminos  | 0 - 1      | Oaxaca           | Marte R. Gómez           | 12 de abril | 19:05      | 1 406        | 8          | 0          |            |
| Cimarrones    | 2 - 0      | Tepatitlán       | Héroe de Nacozari        | 12 de abril | 21:05      | 2 238        | 5          | 0          |            |
| Leones Negros | 1 - 0      | Cancún           | Jalisco                  | 13 de abril | 17:00      | 2 476        | 2          | 0          |            |
| Pumas Tabasco | 0 - 1      | Atlético Morelia | Olímpico de Villahermosa | 13 de abril | 19:05      | 431          | 3          | 0          |            |
| Celaya        | 1 - 0      | Venados          | Miguel Alemán Valdés     | 13 de abril | 21:05      | 2 410        | 2          | 0          |            |
| Atlante       | 2 - 1      | Zacatecas        | Ciudad de los Deportes   | 14 de abril | 19:00      | 2 703        | 4          | 0          |            |
| Tapatío       | 1 - 2      | Raya2            | Akron                    | 15 de abril | 17:00      | 291          | 5          | 2          |            |
| DESCANSO:     | DESCANSO:  | DESCANSO:        | Dorados                  | Dorados     | Dorados    | Dorados      | Dorados    | Dorados    |            |

## Tabla general
| Pos. | Equipo               | Pts. | PJ | G | E | P | GF | GC | Dif. | Clasificación                          |
| ---- | -------------------- | ---- | -- | - | - | - | -- | -- | ---- | -------------------------------------- |
| 1    | Oaxaca               | 34   | 16 | 9 | 4 | 3 | 21 | 13 | +8   | Cuartos de final de la liguilla        |
| 2    | Leones Negros        | 33   | 16 | 8 | 5 | 3 | 21 | 16 | +5   | Cuartos de final de la liguilla        |
| 3    | Celaya               | 30   | 16 | 7 | 6 | 3 | 23 | 15 | +8   | Cuartos de final de la liguilla        |
| 4    | Atlético Morelia (C) | 27   | 16 | 7 | 4 | 5 | 24 | 19 | +5   | Cuartos de final de la liguilla        |
| 5    | Zacatecas            | 27   | 16 | 7 | 3 | 6 | 23 | 18 | +5   | Reclasificación a liguilla             |
| 6    | Cancún               | 26   | 16 | 7 | 2 | 7 | 15 | 17 | −2   | Reclasificación a liguilla             |
| 7    | Atlante              | 25   | 16 | 6 | 5 | 5 | 15 | 15 | 0    | Reclasificación a liguilla             |
| 8    | Cimarrones           | 24   | 16 | 6 | 5 | 5 | 20 | 14 | +6   | Reclasificación a liguilla             |
| 9    | Tapatío              | 24   | 16 | 6 | 4 | 6 | 14 | 15 | −1   | Reclasificación a liguilla             |
| 10   | Venados              | 23   | 16 | 5 | 7 | 4 | 17 | 16 | +1   | Reclasificación a liguilla             |
| 11   | Tepatitlán           | 23   | 16 | 6 | 4 | 6 | 17 | 17 | 0    | Reclasificación a liguilla             |
| 12   | Tlaxcala             | 23   | 16 | 6 | 4 | 6 | 18 | 19 | −1   | Reclasificación a liguilla             |
| 13   | Dorados              | 22   | 16 | 6 | 1 | 9 | 16 | 24 | −8   |                                        |
| 14   | Correcaminos         | 19   | 16 | 4 | 6 | 6 | 18 | 21 | −3   |                                        |
| 15   | Raya2                | 18   | 16 | 4 | 5 | 7 | 14 | 17 | −3   | Último lugar en la tabla de cocientes. |
| 16   | Pumas Tabasco        | 12   | 16 | 2 | 6 | 8 | 13 | 25 | −12  |                                        |
| 17   | Tampico Madero       | 11   | 16 | 2 | 5 | 9 | 14 | 21 | −7   |                                        |

Actualizado a los partidos jugados el 15 de abril de 2022.
 Fuente: Liga Expansión MX
Criterios de clasificación: Puntos · Diferencia de goles · Goles a favor · Play-off

### Evolución de la clasificación
Fecha de actualización: 15 de abril de 2022
| Equipo / Jornada | 01  | 02  | 03  | 04  | 05 | 06  | 07  | 08 | 09 | 10  | 11  | 12  | 13  | 14  | 15  | 16 | 17 |
| ---------------- | --- | --- | --- | --- | -- | --- | --- | -- | -- | --- | --- | --- | --- | --- | --- | -- | -- |
| Oaxaca           | 5   | 4   | 5   | 6   | 11 | 6   | 5   | 2  | 3  | 3   | 4   | 5   | 1   | 1   | 1   | 1  | 1  |
| Leones Negros    | 10* | 6*  | 6*  | 10* | 5* | 10* | 11* | 4  | 5  | 5*  | 5*  | 4   | 3   | 2   | 2   | 2  | 2  |
| Celaya           | 8   | 13  | 14  | 16  | 12 | 8   | 9   | 6  | 6  | 7   | 7   | 9   | 6   | 4   | 3   | 3  | 3  |
| Atlético Morelia | 1   | 1   | 1   | 2   | 2  | 2   | 4   | 3  | 4  | 4   | 3   | 2   | 4   | 5   | 5   | 6  | 4  |
| Zacatecas        | 15  | 17  | 16  | 11  | 9  | 4   | 3   | 5  | 2  | 1   | 1   | 1   | 2   | 3   | 4   | 4  | 5  |
| Cancún           | 16  | 8   | 10  | 15  | 16 | 13  | 10  | 11 | 12 | 9   | 11  | 7   | 10  | 10  | 7   | 5  | 6  |
| Atlante          | 13  | 11  | 12  | 14  | 8  | 3   | 2   | 7  | 8  | 6   | 8   | 10  | 8   | 9   | 9   | 10 | 7  |
| Cimarrones       | 9*  | 15* | 17* | 12* | 7* | 5*  | 7*  | 10 | 11 | 10  | 9   | 6   | 7   | 7   | 10  | 12 | 8  |
| Tapatío          | 4   | 2   | 2   | 1   | 1  | 1   | 1   | 1  | 1  | 2   | 2   | 3   | 5   | 6   | 6   | 7  | 9  |
| Venados          | 6   | 7   | 8   | 8   | 14 | 14  | 14  | 14 | 10 | 12  | 6   | 8   | 9   | 8   | 8   | 8  | 10 |
| Tepatitlán       | 7   | 9   | 11  | 13  | 15 | 16  | 16  | 16 | 16 | 14  | 15  | 14  | 13  | 11  | 12  | 9  | 11 |
| Tlaxcala         | 17  | 14  | 7   | 7   | 6  | 11  | 12  | 13 | 14 | 15* | 14* | 15  | 14  | 12  | 11  | 13 | 12 |
| Dorados          | 2   | 5   | 3   | 4   | 4  | 9   | 6   | 8  | 7  | 8   | 10  | 11* | 12* | 15* | 15* | 11 | 13 |
| Correcaminos     | 12  | 12  | 13  | 5   | 10 | 12  | 13  | 12 | 13 | 13  | 13  | 13  | 15  | 13  | 13  | 14 | 14 |
| Raya2            | 3   | 3   | 4   | 3   | 3  | 7   | 8   | 9  | 9  | 11  | 12  | 12* | 11* | 14* | 14* | 15 | 15 |
| Pumas Tabasco    | 14  | 16  | 9   | 9   | 13 | 15  | 15  | 15 | 15 | 16  | 16  | 16  | 16  | 16  | 16  | 16 | 16 |
| Tampico Madero   | 11  | 10  | 15  | 17  | 17 | 17  | 17  | 17 | 17 | 17  | 17  | 17  | 17  | 17  | 17  | 17 | 17 |

- #: Indica la posición del equipo en su jornada de descanso.
- * Indica la posición del equipo con un partido pendiente.

## Reclasificación
| 20 de abril de 2022                 | Zacatecas                        | 2:0 (1:0) | Tlaxcala | Estadio Carlos Vega Villalba, Zacatecas, Zacatecas                       |                                                                          |
| 17:00 (UTC -5)                      | H. Mascorro 17' · E. Monreal 81' | Reporte   |          | Asistencia: 2 190 espectadores Árbitro(s): Juan Andrés Esquivel González | Asistencia: 2 190 espectadores Árbitro(s): Juan Andrés Esquivel González |
| Zacatecas avanzó a cuartos de final |                                  |           |          |                                                                          |                                                                          |

| 21 de abril de 2022              | Cancún                                           | 2:2 (0:1) (4:1 p.)         | Tepatitlán                         | Estadio Olímpico Andrés Quintana Roo, Cancún, Quintana Roo       |                                                                  |
| 19:10 (UTC -5)                   | M. Pérez 58' · A. Zaragoza 61'                   | Reporte                    | 24' D. Angulo · 83' A. Alvarado    | Asistencia: 3 565 espectadores Árbitro(s): Martín Molina Astorga | Asistencia: 3 565 espectadores Árbitro(s): Martín Molina Astorga |
|                                  |                                                  | Tiros desde el punto penal |                                    |                                                                  |                                                                  |
|                                  | P. Uscanga · Y. Delgadillo · M. Pérez · C. Landa |                            | L. Robles · A. Alvarado · V. Mañón |                                                                  |                                                                  |
| Cancún avanzó a cuartos de final |                                                  |                            |                                    |                                                                  |                                                                  |

| 21 de abril de 2022               | Atlante         | 1:0 (1:0) | Venados | Estadio de la Ciudad de los Deportes, Ciudad de México                    |                                                                           |
| 17:00 (UTC -5)                    | J. Domínguez 9' | Reporte   |         | Asistencia: 2 307 espectadores Árbitro(s): Maximiliano Quintero Hernández | Asistencia: 2 307 espectadores Árbitro(s): Maximiliano Quintero Hernández |
| Atlante avanzó a cuartos de final |                 |           |         |                                                                           |                                                                           |

| 21 de abril de 2022                  | Cimarrones                      | 2:1 (0:0) | Tapatío      | Estadio Héroe de Nacozari, Hermosillo, Sonora               |                                                             |
| 21:10 (UTC -5)                       | O. Villa 90' · J. Peralta 90+4' | Reporte   | 84' M. Gómez | Asistencia: 4 275 espectadores Árbitro(s): Áxel Meza Méndez | Asistencia: 4 275 espectadores Árbitro(s): Áxel Meza Méndez |
| Cimarrones avanzó a cuartos de final |                                 |           |              |                                                             |                                                             |

## Liguilla
|  | Reclasificación          | Reclasificación          | Reclasificación          |            |   | Cuartos de final                                                            | Cuartos de final                                                            | Cuartos de final                                                            | Cuartos de final                                                            | Cuartos de final                                                            |  |   | Semifinales                                                   | Semifinales                                                   | Semifinales                                                   | Semifinales                                                   | Semifinales                                                   |  |   | Final                                                          | Final                                                          | Final                                                          | Final                                                          | Final                                                          |  |
|  | 20 y 21 de abril de 2022 | 20 y 21 de abril de 2022 | 20 y 21 de abril de 2022 |            |   | 26 y 28 de abril de 2022 (ida) 29, 30 de abril y 1 de mayo de 2022 (vuelta) | 26 y 28 de abril de 2022 (ida) 29, 30 de abril y 1 de mayo de 2022 (vuelta) | 26 y 28 de abril de 2022 (ida) 29, 30 de abril y 1 de mayo de 2022 (vuelta) | 26 y 28 de abril de 2022 (ida) 29, 30 de abril y 1 de mayo de 2022 (vuelta) | 26 y 28 de abril de 2022 (ida) 29, 30 de abril y 1 de mayo de 2022 (vuelta) |  |   | 3, 4 o 5 de mayo de 2022 (ida) 7 y 8 de mayo de 2022 (vuelta) | 3, 4 o 5 de mayo de 2022 (ida) 7 y 8 de mayo de 2022 (vuelta) | 3, 4 o 5 de mayo de 2022 (ida) 7 y 8 de mayo de 2022 (vuelta) | 3, 4 o 5 de mayo de 2022 (ida) 7 y 8 de mayo de 2022 (vuelta) | 3, 4 o 5 de mayo de 2022 (ida) 7 y 8 de mayo de 2022 (vuelta) |  |   | 11 o 12 de mayo de 2022 (ida) 14 o 15 de mayo de 2022 (vuelta) | 11 o 12 de mayo de 2022 (ida) 14 o 15 de mayo de 2022 (vuelta) | 11 o 12 de mayo de 2022 (ida) 14 o 15 de mayo de 2022 (vuelta) | 11 o 12 de mayo de 2022 (ida) 14 o 15 de mayo de 2022 (vuelta) | 11 o 12 de mayo de 2022 (ida) 14 o 15 de mayo de 2022 (vuelta) |  |
|  |                          |                          |                          |            |   |                                                                             |                                                                             |                                                                             |                                                                             |                                                                             |  |   |                                                               |                                                               |                                                               |                                                               |                                                               |  |   |                                                                |                                                                |                                                                |                                                                |                                                                |  |
|  |                          |                          |                          |            |   |                                                                             |                                                                             |                                                                             |                                                                             |                                                                             |  |   |                                                               |                                                               |                                                               |                                                               |                                                               |  |   |                                                                |                                                                |                                                                |                                                                |                                                                |  |
|  |                          |                          |                          |            |   |                                                                             |                                                                             |                                                                             |                                                                             |                                                                             |  |   |                                                               |                                                               |                                                               |                                                               |                                                               |  |   |                                                                |                                                                |                                                                |                                                                |                                                                |  |
|  |                          |                          |                          |            |   |                                                                             |                                                                             |                                                                             |                                                                             |                                                                             |  |   |                                                               |                                                               |                                                               |                                                               |                                                               |  |   |                                                                |                                                                |                                                                |                                                                |                                                                |  |
|  |                          |                          |                          |            |   |                                                                             |                                                                             |                                                                             |                                                                             |                                                                             |  |   |                                                               |                                                               |                                                               |                                                               |                                                               |  |   |                                                                |                                                                |                                                                |                                                                |                                                                |  |
|  |                          | 4                        | Atlético Morelia (*)     | 3          | 2 | 5                                                                           |                                                                             |                                                                             |                                                                             |                                                                             |  |   |                                                               |                                                               |                                                               |                                                               |                                                               |  |   |                                                                |                                                                |                                                                |                                                                |                                                                |  |
|  |                          |                          |                          | 3          | 2 | 5                                                                           |                                                                             |                                                                             |                                                                             |                                                                             |  |   |                                                               |                                                               |                                                               |                                                               |                                                               |  |   |                                                                |                                                                |                                                                |                                                                |                                                                |  |
|  |                          |                          | 5                        | Zacatecas  | 3 | 2                                                                           | 5                                                                           |                                                                             |                                                                             |                                                                             |  |   |                                                               |                                                               |                                                               |                                                               |                                                               |  |   |                                                                |                                                                |                                                                |                                                                |                                                                |  |
|  | 5                        | Zacatecas                | 5                        | Zacatecas  | 3 | 2                                                                           | 5                                                                           | 2                                                                           |                                                                             |                                                                             |  |   |                                                               |                                                               |                                                               |                                                               |                                                               |  |   |                                                                |                                                                |                                                                |                                                                |                                                                |  |
|  | 5                        | Zacatecas                |                          |            |   |                                                                             |                                                                             |                                                                             |                                                                             |                                                                             |  |   |                                                               |                                                               |                                                               |                                                               |                                                               |  |   |                                                                |                                                                |                                                                |                                                                |                                                                |  |
|  | 12                       | Tlaxcala                 | 0                        |            |   |                                                                             |                                                                             |                                                                             |                                                                             |                                                                             |  |   |                                                               |                                                               |                                                               |                                                               |                                                               |  |   |                                                                |                                                                |                                                                |                                                                |                                                                |  |
|  | 12                       | Tlaxcala                 | 0                        |            |   |                                                                             |                                                                             |                                                                             |                                                                             |                                                                             |  | 4 | Atlético Morelia                                              | 0                                                             | 1                                                             | 1                                                             |                                                               |  |   |                                                                |                                                                |                                                                |                                                                |                                                                |  |
|  |                          |                          |                          |            |   |                                                                             |                                                                             |                                                                             |                                                                             |                                                                             |  | 4 | Atlético Morelia                                              | 0                                                             | 1                                                             | 1                                                             |                                                               |  |   |                                                                |                                                                |                                                                |                                                                |                                                                |  |
|  |                          |                          | 7                        | Atlante    | 0 | 0                                                                           | 0                                                                           |                                                                             |                                                                             |                                                                             |  |   |                                                               |                                                               |                                                               |                                                               |                                                               |  |   |                                                                |                                                                |                                                                |                                                                |                                                                |  |
|  |                          |                          | 7                        | Atlante    | 0 | 0                                                                           | 0                                                                           |                                                                             |                                                                             |                                                                             |  |   |                                                               |                                                               |                                                               |                                                               |                                                               |  |   |                                                                |                                                                |                                                                |                                                                |                                                                |  |
|  |                          |                          |                          |            |   |                                                                             |                                                                             |                                                                             |                                                                             |                                                                             |  |   |                                                               |                                                               |                                                               |                                                               |                                                               |  |   |                                                                |                                                                |                                                                |                                                                |                                                                |  |
|  |                          |                          |                          |            |   |                                                                             |                                                                             |                                                                             |                                                                             |                                                                             |  |   |                                                               |                                                               |                                                               |                                                               |                                                               |  |   |                                                                |                                                                |                                                                |                                                                |                                                                |  |
|  |                          | 2                        | Leones Negros            | 0          | 1 | 1                                                                           |                                                                             |                                                                             |                                                                             |                                                                             |  |   |                                                               |                                                               |                                                               |                                                               |                                                               |  |   |                                                                |                                                                |                                                                |                                                                |                                                                |  |
|  |                          |                          |                          | 0          | 1 | 1                                                                           |                                                                             |                                                                             |                                                                             |                                                                             |  |   |                                                               |                                                               |                                                               |                                                               |                                                               |  |   |                                                                |                                                                |                                                                |                                                                |                                                                |  |
|  |                          |                          | 7                        | Atlante    | 2 | 2                                                                           | 4                                                                           |                                                                             |                                                                             |                                                                             |  |   |                                                               |                                                               |                                                               |                                                               |                                                               |  |   |                                                                |                                                                |                                                                |                                                                |                                                                |  |
|  | 7                        | Atlante                  | 7                        | Atlante    | 2 | 2                                                                           | 4                                                                           | 1                                                                           |                                                                             |                                                                             |  |   |                                                               |                                                               |                                                               |                                                               |                                                               |  |   |                                                                |                                                                |                                                                |                                                                |                                                                |  |
|  | 7                        | Atlante                  |                          |            |   |                                                                             |                                                                             |                                                                             |                                                                             |                                                                             |  |   |                                                               |                                                               |                                                               |                                                               |                                                               |  |   |                                                                |                                                                |                                                                |                                                                |                                                                |  |
|  | 10                       | Venados                  | 0                        |            |   |                                                                             |                                                                             |                                                                             |                                                                             |                                                                             |  |   |                                                               |                                                               |                                                               |                                                               |                                                               |  |   |                                                                |                                                                |                                                                |                                                                |                                                                |  |
|  | 10                       | Venados                  | 0                        |            |   |                                                                             |                                                                             |                                                                             |                                                                             |                                                                             |  |   |                                                               |                                                               |                                                               |                                                               |                                                               |  | 4 | Atlético Morelia                                               | 0                                                              | 2                                                              | 2                                                              |                                                                |  |
|  |                          |                          |                          |            |   |                                                                             |                                                                             |                                                                             |                                                                             |                                                                             |  |   |                                                               |                                                               |                                                               |                                                               |                                                               |  | 4 | Atlético Morelia                                               | 0                                                              | 2                                                              | 2                                                              |                                                                |  |
|  |                          |                          | 8                        | Cimarrones | 0 | 0                                                                           | 0                                                                           |                                                                             |                                                                             |                                                                             |  |   |                                                               |                                                               |                                                               |                                                               |                                                               |  |   |                                                                |                                                                |                                                                |                                                                |                                                                |  |
|  |                          |                          | 8                        | Cimarrones | 0 | 0                                                                           | 0                                                                           |                                                                             |                                                                             |                                                                             |  |   |                                                               |                                                               |                                                               |                                                               |                                                               |  |   |                                                                |                                                                |                                                                |                                                                |                                                                |  |
|  |                          |                          |                          |            |   |                                                                             |                                                                             |                                                                             |                                                                             |                                                                             |  |   |                                                               |                                                               |                                                               |                                                               |                                                               |  |   |                                                                |                                                                |                                                                |                                                                |                                                                |  |
|  |                          |                          |                          |            |   |                                                                             |                                                                             |                                                                             |                                                                             |                                                                             |  |   |                                                               |                                                               |                                                               |                                                               |                                                               |  |   |                                                                |                                                                |                                                                |                                                                |                                                                |  |
|  |                          | 3                        | Celaya                   | 1          | 2 | 3                                                                           |                                                                             |                                                                             |                                                                             |                                                                             |  |   |                                                               |                                                               |                                                               |                                                               |                                                               |  |   |                                                                |                                                                |                                                                |                                                                |                                                                |  |
|  |                          |                          |                          | 1          | 2 | 3                                                                           |                                                                             |                                                                             |                                                                             |                                                                             |  |   |                                                               |                                                               |                                                               |                                                               |                                                               |  |   |                                                                |                                                                |                                                                |                                                                |                                                                |  |
|  |                          |                          | 6                        | Cancún     | 0 | 1                                                                           | 1                                                                           |                                                                             |                                                                             |                                                                             |  |   |                                                               |                                                               |                                                               |                                                               |                                                               |  |   |                                                                |                                                                |                                                                |                                                                |                                                                |  |
|  | 6                        | Cancún (p.)              | 6                        | Cancún     | 0 | 1                                                                           | 1                                                                           | 2 (4)                                                                       |                                                                             |                                                                             |  |   |                                                               |                                                               |                                                               |                                                               |                                                               |  |   |                                                                |                                                                |                                                                |                                                                |                                                                |  |
|  | 6                        | Cancún (p.)              |                          |            |   |                                                                             |                                                                             |                                                                             |                                                                             |                                                                             |  |   |                                                               |                                                               |                                                               |                                                               |                                                               |  |   |                                                                |                                                                |                                                                |                                                                |                                                                |  |
|  | 11                       | Tepatitlán               | 2 (1)                    |            |   |                                                                             |                                                                             |                                                                             |                                                                             |                                                                             |  |   |                                                               |                                                               |                                                               |                                                               |                                                               |  |   |                                                                |                                                                |                                                                |                                                                |                                                                |  |
|  | 11                       | Tepatitlán               | 2 (1)                    |            |   |                                                                             |                                                                             |                                                                             |                                                                             |                                                                             |  | 3 | Celaya                                                        | 0                                                             | 1                                                             | 1                                                             |                                                               |  |   |                                                                |                                                                |                                                                |                                                                |                                                                |  |
|  |                          |                          |                          |            |   |                                                                             |                                                                             |                                                                             |                                                                             |                                                                             |  | 3 | Celaya                                                        | 0                                                             | 1                                                             | 1                                                             |                                                               |  |   |                                                                |                                                                |                                                                |                                                                |                                                                |  |
|  |                          |                          | 8                        | Cimarrones | 1 | 1                                                                           | 2                                                                           |                                                                             |                                                                             |                                                                             |  |   |                                                               |                                                               |                                                               |                                                               |                                                               |  |   |                                                                |                                                                |                                                                |                                                                |                                                                |  |
|  |                          |                          | 8                        | Cimarrones | 1 | 1                                                                           | 2                                                                           |                                                                             |                                                                             |                                                                             |  |   |                                                               |                                                               |                                                               |                                                               |                                                               |  |   |                                                                |                                                                |                                                                |                                                                |                                                                |  |
|  |                          |                          |                          |            |   |                                                                             |                                                                             |                                                                             |                                                                             |                                                                             |  |   |                                                               |                                                               |                                                               |                                                               |                                                               |  |   |                                                                |                                                                |                                                                |                                                                |                                                                |  |
|  |                          |                          |                          |            |   |                                                                             |                                                                             |                                                                             |                                                                             |                                                                             |  |   |                                                               |                                                               |                                                               |                                                               |                                                               |  |   |                                                                |                                                                |                                                                |                                                                |                                                                |  |
|  |                          | 1                        | Oaxaca                   | 0          | 0 | 0                                                                           |                                                                             |                                                                             |                                                                             |                                                                             |  |   |                                                               |                                                               |                                                               |                                                               |                                                               |  |   |                                                                |                                                                |                                                                |                                                                |                                                                |  |
|  |                          |                          |                          | 0          | 0 | 0                                                                           |                                                                             |                                                                             |                                                                             |                                                                             |  |   |                                                               |                                                               |                                                               |                                                               |                                                               |  |   |                                                                |                                                                |                                                                |                                                                |                                                                |  |
|  |                          |                          | 8                        | Cimarrones | 1 | 0                                                                           | 1                                                                           |                                                                             |                                                                             |                                                                             |  |   |                                                               |                                                               |                                                               |                                                               |                                                               |  |   |                                                                |                                                                |                                                                |                                                                |                                                                |  |
|  | 8                        | Cimarrones               | 8                        | Cimarrones | 1 | 0                                                                           | 1                                                                           | 2                                                                           |                                                                             |                                                                             |  |   |                                                               |                                                               |                                                               |                                                               |                                                               |  |   |                                                                |                                                                |                                                                |                                                                |                                                                |  |
|  | 8                        | Cimarrones               |                          |            |   |                                                                             |                                                                             |                                                                             |                                                                             |                                                                             |  |   |                                                               |                                                               |                                                               |                                                               |                                                               |  |   |                                                                |                                                                |                                                                |                                                                |                                                                |  |
|  | 9                        | Tapatío                  | 1                        |            |   |                                                                             |                                                                             |                                                                             |                                                                             |                                                                             |  |   |                                                               |                                                               |                                                               |                                                               |                                                               |  |   |                                                                |                                                                |                                                                |                                                                |                                                                |  |
|  | 9                        | Tapatío                  | 1                        |            |   |                                                                             |                                                                             |                                                                             |                                                                             |                                                                             |  |   |                                                               |                                                               |                                                               |                                                               |                                                               |  |   |                                                                |                                                                |                                                                |                                                                |                                                                |  |
|  |                          |                          |                          |            |   |                                                                             |                                                                             |                                                                             |                                                                             |                                                                             |  |   |                                                               |                                                               |                                                               |                                                               |                                                               |  |   |                                                                |                                                                |                                                                |                                                                |                                                                |  |

- Campeón clasifica al Campeón de Campeones 2021-22

(*) Avanza por su posición de la tabla

### Cuartos de final
| 26 de abril de 2022 | Cimarrones  | 1:0 (0:0) | Oaxaca | Estadio Héroe de Nacozari, Hermosillo, Sonora                         |                                                                       |
| 21:05 (UTC -5)      | I. Tona 57' | Reporte   |        | Asistencia: 7 421 espectadores Árbitro(s): Edgar Ulises Rangel Araujo | Asistencia: 7 421 espectadores Árbitro(s): Edgar Ulises Rangel Araujo |

| 30 de abril de 2022                         | Oaxaca | 0:0 (Global 0:1) | Cimarrones | Estadio Tecnológico de Oaxaca, Oaxaca, Oaxaca                        |                                                                      |
| 17:00 (UTC -5)                              |        | Reporte          |            | Asistencia: 2 783 espectadores Árbitro(s): Miguel Ángel Anaya Suárez | Asistencia: 2 783 espectadores Árbitro(s): Miguel Ángel Anaya Suárez |
| Cimarrones avanzó a Semifinales. Global 0-1 |        |                  |            |                                                                      |                                                                      |

| 28 de abril de 2022 | Atlante                       | 2:0 (0:0) | Leones Negros | Estadio de la Ciudad de los Deportes, Ciudad de México                  |                                                                         |
| 19:00 (UTC -5)      | E. Partida 57' · R. Costa 67' | Reporte   |               | Asistencia: 2 923 espectadores Árbitro(s): Vicente Jassiel Reynoso Arce | Asistencia: 2 923 espectadores Árbitro(s): Vicente Jassiel Reynoso Arce |

| 1 de mayo de 2022                        | Leones Negros   | 1:2 (1:1) (Global 1:4) | Atlante                           | Estadio Jalisco, Guadalajara, Jalisco                            |                                                                  |
| 16:00 (UTC -5)                           | J. González 35' | Reporte                | 37' J. Domínguez · 81' E. Partida | Asistencia: 7 049 espectadores Árbitro(s): Martín Molina Astorga | Asistencia: 7 049 espectadores Árbitro(s): Martín Molina Astorga |
| Atlante avanzó a Semifinales. Global 1-4 |                 |                        |                                   |                                                                  |                                                                  |

| 28 de abril de 2022 | Cancún | 0:1 (0:0) | Celaya       | Estadio Olímpico Andrés Quintana Roo, Cancún, Quintana Roo       |                                                                  |
| 21:05 (UTC -5)      |        | Reporte   | 53' R. Marín | Asistencia: 5 135 espectadores Árbitro(s): Mario Terrazas Chávez | Asistencia: 5 135 espectadores Árbitro(s): Mario Terrazas Chávez |

| 1 de mayo de 2022                       | Celaya                        | 2:1 (2:1) (Global 3:1) | Cancún       | Estadio Miguel Alemán Valdés, Celaya, Guanajuato                         |                                                                          |
| 18:05 (UTC -5)                          | R. Marín 15' · J. Miranda 17' | Reporte                | 29' M. Pérez | Asistencia: 7 812 espectadores Árbitro(s): Juan Andrés Esquivel González | Asistencia: 7 812 espectadores Árbitro(s): Juan Andrés Esquivel González |
| Celaya avanzó a Semifinales. Global 4-2 |                               |                        |              |                                                                          |                                                                          |

| 26 de abril de 2022 | Zacatecas                         | 3:3 (1:2) | Atlético Morelia                            | Estadio Carlos Vega Villalba, Zacatecas, Zacatecas                  |                                                                     |
| 19:00 (UTC -5)      | H. Torres 39', 71' · V. Poggi 67' | Reporte   | 4' L. Pérez · 7' J. Ramírez · 85' J. Ibarra | Asistencia: 1 837 espectadores Árbitro(s): Alejandro Funk Villafañe | Asistencia: 1 837 espectadores Árbitro(s): Alejandro Funk Villafañe |

| 29 de abril de 2022                                                                         | Atlético Morelia                | 2:2 (1:1) (Global 5:5) | Zacatecas          | Estadio Morelos, Morelia, Michoacán                                     |                                                                         |
| 17:00 (UTC -5)                                                                              | J. Ramírez 45' · V. Milke 90+3' | Reporte                | 25', 65' C. Blanco | Asistencia: 10 025 espectadores Árbitro(s): Louis Adrian Vielmas Valdez | Asistencia: 10 025 espectadores Árbitro(s): Louis Adrian Vielmas Valdez |
| Atlético Morelia avanzó a Semifinales por su mejor posición en la tabla general. Global 5-5 |                                 |                        |                    |                                                                         |                                                                         |

### Semifinales
| 5 de mayo de 2022 | Cimarrones     | 1:0 (0:0) | Celaya | Estadio Héroe de Nacozari, Hermosillo, Sonora                           |                                                                         |
| 21:00 (UTC -5)    | J. Peralta 82' | Reporte   |        | Asistencia: 11 313 espectadores Árbitro(s): Louis Adrián Vielmas Valdez | Asistencia: 11 313 espectadores Árbitro(s): Louis Adrián Vielmas Valdez |

| 8 de mayo de 2022                        | Celaya        | 1:1 (1:0) (Global 1:2) | Cimarrones  | Estadio Miguel Alemán Valdés, Celaya, Guanajuato                     |                                                                      |
| 16:00 (UTC -5)                           | M. Brasil 35' | Reporte                | 62' I. Tona | Asistencia: 9 082 espectadores Árbitro(s): Miguel Ángel Anaya Suárez | Asistencia: 9 082 espectadores Árbitro(s): Miguel Ángel Anaya Suárez |
| Cimarrones avanzó a la Final. Global 1-2 |               |                        |             |                                                                      |                                                                      |

| 4 de mayo de 2022 | Atlante | 0:0     | Atlético Morelia | Estadio de la Ciudad de los Deportes, Ciudad de México      |                                                             |
| 21:00 (UTC -5)    |         | Reporte |                  | Asistencia: 4 716 espectadores Árbitro(s): Áxel Meza Méndez | Asistencia: 4 716 espectadores Árbitro(s): Áxel Meza Méndez |

| 7 de mayo de 2022                              | Atlético Morelia | 1:0 (0:0) | Atlante | Estadio Morelos, Morelia, Michoacán                                      |                                                                          |
| 17:00 (UTC -5)                                 | G. Acosta 45'    | Reporte   |         | Asistencia: 15 656 espectadores Árbitro(s): Vicente Jassiel Reynoso Arce | Asistencia: 15 656 espectadores Árbitro(s): Vicente Jassiel Reynoso Arce |
| Atlético Morelia avanzó a la Final. Global 1-0 |                  |           |         |                                                                          |                                                                          |

### Final
| 11 de mayo de 2022 | Cimarrones | 0:0     | Atlético Morelia | Estadio Héroe de Nacozari, Hermosillo, Sonora                |                                                              |
| 21:00 (UTC -5)     |            | Reporte |                  | Asistencia: 16 732 espectadores Árbitro(s): Áxel Meza Méndez | Asistencia: 16 732 espectadores Árbitro(s): Áxel Meza Méndez |

| 14 de mayo de 2022 | Atlético Morelia               | 2:0 (0:0) (Global 2:0) | Cimarrones | Estadio Morelos, Morelia, Michoacán                               |                                                                   |
| 17:00 (UTC -5)     | L. Pérez 80' · J. Ibarra 90+3' | Reporte                |            | Asistencia: 32 870 espectadores Árbitro(s): Martín Molina Astorga | Asistencia: 32 870 espectadores Árbitro(s): Martín Molina Astorga |

#### Final - Ida
| 30    | POR   | Gabino Espinoza |     |
| 4     | DEF   | Juan García     |     |
| 13    | DEF   | José Saavedra   |     |
| 15    | DEF   | Ulises Torres   | 72' |
| 23    | DEF   | Josué Reyes     |     |
| 6     | MED   | Aldo Arellano   | 72' |
| 8     | MED   | Francisco Acuña | 72' |
| 11    | MED   | Irving Zurita   |     |
| 22    | MED   | Iván Tona       |     |
| 7     | DEL   | José Peralta    |     |
| 10    | DEL   | Oscar Villa     |     |
| D. T. | D. T. | Gabriel Pereyra |     |

| 12    | POR   | Santiago Ramírez |     |
| 2     | DEF   | Miguel Velázquez | 64' |
| 4     | DEF   | Arturo Ledesma   |     |
| 5     | DEF   | Víctor Milke     |     |
| 14    | DEF   | Mario Trejo      |     |
| 28    | DEF   | Ulises Zurita    |     |
| 6     | MED   | Luis Pérez       |     |
| 25    | MED   | Vicente Poggi    |     |
| 35    | MED   | Jassiel Ruiz     | 77' |
| 11    | DEL   | Gael Acosta      |     |
| 20    | DEL   | Jesús Ramírez    | 77' |
| D. T. | D. T. | Ricardo Valiño   |     |

| 24 | Delantero      | Daniel López    | 72' |
| 9  | Centrocampista | Edson Torres    | 72' |
| 17 | Centrocampista | Daniel Cisneros | 72' |

| 7  | Delantero      | Sergio Vergara | 64' |
| 8  | Centrocampista | Javier Ibarra  | 77' |
| 29 | Delantero      | Diego Pineda   | 77' |

| 69' · 78' · 80' | Ulises Torres Alfredo Durán (Aux.) Josué Reyes |

| 81' | Arturo Ledesma |

| 90' | Josué Reyes |

| 87' | Diego Pineda |

| Principal  | Áxel Meza Méndez          |
| Asistentes | Erick Durón Martínez      |
|            | Jesús Lorenzo Soto Dávila |
| Cuarto     | Alejandro Funk Villafañe  |

|                    |     |     |
| Tiros              | 2   | 0   |
| Tiros a puerta     | 2   | 0   |
| Faltas             | 16  | 10  |
| Saques de esquina  | 2   | 10  |
| Penaltis           | 0   | 0   |
| Fueras de juego    | 0   | 0   |
| Posesión del balón | 54% | 46% |

| Alineación inicial |

| 30    | POR   | Gabino Espinoza |     |
| 4     | DEF   | Juan García     |     |
| 13    | DEF   | José Saavedra   |     |
| 15    | DEF   | Ulises Torres   | 72' |
| 23    | DEF   | Josué Reyes     |     |
| 6     | MED   | Aldo Arellano   | 72' |
| 8     | MED   | Francisco Acuña | 72' |
| 11    | MED   | Irving Zurita   |     |
| 22    | MED   | Iván Tona       |     |
| 7     | DEL   | José Peralta    |     |
| 10    | DEL   | Oscar Villa     |     |
| D. T. | D. T. | Gabriel Pereyra |     |

| 12    | POR   | Santiago Ramírez |     |
| 2     | DEF   | Miguel Velázquez | 64' |
| 4     | DEF   | Arturo Ledesma   |     |
| 5     | DEF   | Víctor Milke     |     |
| 14    | DEF   | Mario Trejo      |     |
| 28    | DEF   | Ulises Zurita    |     |
| 6     | MED   | Luis Pérez       |     |
| 25    | MED   | Vicente Poggi    |     |
| 35    | MED   | Jassiel Ruiz     | 77' |
| 11    | DEL   | Gael Acosta      |     |
| 20    | DEL   | Jesús Ramírez    | 77' |
| D. T. | D. T. | Ricardo Valiño   |     |

| 24 | Delantero      | Daniel López    | 72' |
| 9  | Centrocampista | Edson Torres    | 72' |
| 17 | Centrocampista | Daniel Cisneros | 72' |

| 7  | Delantero      | Sergio Vergara | 64' |
| 8  | Centrocampista | Javier Ibarra  | 77' |
| 29 | Delantero      | Diego Pineda   | 77' |

| 69' · 78' · 80' | Ulises Torres Alfredo Durán (Aux.) Josué Reyes |

| 81' | Arturo Ledesma |

| 90' | Josué Reyes |

| 87' | Diego Pineda |

| Principal  | Áxel Meza Méndez          |
| Asistentes | Erick Durón Martínez      |
|            | Jesús Lorenzo Soto Dávila |
| Cuarto     | Alejandro Funk Villafañe  |

|                    |     |     |
| Tiros              | 2   | 0   |
| Tiros a puerta     | 2   | 0   |
| Faltas             | 16  | 10  |
| Saques de esquina  | 2   | 10  |
| Penaltis           | 0   | 0   |
| Fueras de juego    | 0   | 0   |
| Posesión del balón | 54% | 46% |

| Alineación inicial |

| 30    | POR   | Gabino Espinoza |     |
| 4     | DEF   | Juan García     |     |
| 13    | DEF   | José Saavedra   |     |
| 15    | DEF   | Ulises Torres   | 72' |
| 23    | DEF   | Josué Reyes     |     |
| 6     | MED   | Aldo Arellano   | 72' |
| 8     | MED   | Francisco Acuña | 72' |
| 11    | MED   | Irving Zurita   |     |
| 22    | MED   | Iván Tona       |     |
| 7     | DEL   | José Peralta    |     |
| 10    | DEL   | Oscar Villa     |     |
| D. T. | D. T. | Gabriel Pereyra |     |

| 12    | POR   | Santiago Ramírez |     |
| 2     | DEF   | Miguel Velázquez | 64' |
| 4     | DEF   | Arturo Ledesma   |     |
| 5     | DEF   | Víctor Milke     |     |
| 14    | DEF   | Mario Trejo      |     |
| 28    | DEF   | Ulises Zurita    |     |
| 6     | MED   | Luis Pérez       |     |
| 25    | MED   | Vicente Poggi    |     |
| 35    | MED   | Jassiel Ruiz     | 77' |
| 11    | DEL   | Gael Acosta      |     |
| 20    | DEL   | Jesús Ramírez    | 77' |
| D. T. | D. T. | Ricardo Valiño   |     |

| 24 | Delantero      | Daniel López    | 72' |
| 9  | Centrocampista | Edson Torres    | 72' |
| 17 | Centrocampista | Daniel Cisneros | 72' |

| 7  | Delantero      | Sergio Vergara | 64' |
| 8  | Centrocampista | Javier Ibarra  | 77' |
| 29 | Delantero      | Diego Pineda   | 77' |

| 69' · 78' · 80' | Ulises Torres Alfredo Durán (Aux.) Josué Reyes |

| 81' | Arturo Ledesma |

| 90' | Josué Reyes |

| 87' | Diego Pineda |

| Principal  | Áxel Meza Méndez          |
| Asistentes | Erick Durón Martínez      |
|            | Jesús Lorenzo Soto Dávila |
| Cuarto     | Alejandro Funk Villafañe  |

|                    |     |     |
| Tiros              | 2   | 0   |
| Tiros a puerta     | 2   | 0   |
| Faltas             | 16  | 10  |
| Saques de esquina  | 2   | 10  |
| Penaltis           | 0   | 0   |
| Fueras de juego    | 0   | 0   |
| Posesión del balón | 54% | 46% |

| Alineación inicial |

| 30    | POR   | Gabino Espinoza |     |
| 4     | DEF   | Juan García     |     |
| 13    | DEF   | José Saavedra   |     |
| 15    | DEF   | Ulises Torres   | 72' |
| 23    | DEF   | Josué Reyes     |     |
| 6     | MED   | Aldo Arellano   | 72' |
| 8     | MED   | Francisco Acuña | 72' |
| 11    | MED   | Irving Zurita   |     |
| 22    | MED   | Iván Tona       |     |
| 7     | DEL   | José Peralta    |     |
| 10    | DEL   | Oscar Villa     |     |
| D. T. | D. T. | Gabriel Pereyra |     |

| 12    | POR   | Santiago Ramírez |     |
| 2     | DEF   | Miguel Velázquez | 64' |
| 4     | DEF   | Arturo Ledesma   |     |
| 5     | DEF   | Víctor Milke     |     |
| 14    | DEF   | Mario Trejo      |     |
| 28    | DEF   | Ulises Zurita    |     |
| 6     | MED   | Luis Pérez       |     |
| 25    | MED   | Vicente Poggi    |     |
| 35    | MED   | Jassiel Ruiz     | 77' |
| 11    | DEL   | Gael Acosta      |     |
| 20    | DEL   | Jesús Ramírez    | 77' |
| D. T. | D. T. | Ricardo Valiño   |     |

| 24 | Delantero      | Daniel López    | 72' |
| 9  | Centrocampista | Edson Torres    | 72' |
| 17 | Centrocampista | Daniel Cisneros | 72' |

| 7  | Delantero      | Sergio Vergara | 64' |
| 8  | Centrocampista | Javier Ibarra  | 77' |
| 29 | Delantero      | Diego Pineda   | 77' |

| 69' · 78' · 80' | Ulises Torres Alfredo Durán (Aux.) Josué Reyes |

| 81' | Arturo Ledesma |

| 90' | Josué Reyes |

| 87' | Diego Pineda |

| Principal  | Áxel Meza Méndez          |
| Asistentes | Erick Durón Martínez      |
|            | Jesús Lorenzo Soto Dávila |
| Cuarto     | Alejandro Funk Villafañe  |

|                    |     |     |
| Tiros              | 2   | 0   |
| Tiros a puerta     | 2   | 0   |
| Faltas             | 16  | 10  |
| Saques de esquina  | 2   | 10  |
| Penaltis           | 0   | 0   |
| Fueras de juego    | 0   | 0   |
| Posesión del balón | 54% | 46% |

| Alineación inicial |

#### Final - Vuelta
| 12    | POR   | Santiago Ramírez |     |
| 4     | DEF   | Arturo Ledesma   |     |
| 5     | DEF   | Víctor Milke     |     |
| 14    | DEF   | Mario Trejo      |     |
| 19    | DEF   | Diego Gallegos   | 72' |
| 6     | MED   | Luis Pérez       |     |
| 25    | MED   | Vicente Poggi    |     |
| 35    | MED   | Jassiel Ruiz     | 57' |
| 7     | DEL   | Sergio Vergara   | 83' |
| 11    | DEL   | Gael Acosta      |     |
| 20    | DEL   | Jesús Ramírez    |     |
| D. T. | D. T. | Ricardo Valiño   |     |

| 30    | POR   | Gabino Espinoza |     |
| 4     | DEF   | Juan García     |     |
| 13    | DEF   | José Saavedra   |     |
| 15    | DEF   | Ulises Torres   |     |
| 180   | DEF   | Jesús Moreno    | 82' |
| 6     | MED   | Aldo Arellano   |     |
| 8     | MED   | Francisco Acuña | 69' |
| 11    | MED   | Irving Zurita   |     |
| 22    | MED   | Iván Tona       | 85' |
| 7     | DEL   | José Peralta    |     |
| 10    | DEL   | Oscar Villa     |     |
| D. T. | D. T. | Gabriel Pereyra |     |

| 8  | Centrocampista | Javier Ibarra     | 57' |
| 28 | Defensa        | Ulises Zurita     | 72' |
| 33 | Defensa        | Rodrigo Melgarejo | 83' |

| 9  | Centrocampista | Edson Torres | 69' |
| 14 | Delantero      | José Gurrola | 82' |
| 24 | Delantero      | Daniel López | 85' |

| 80' · 90+3' | Luis Pérez Javier Ibarra | 1:0 2:0 |

| 37' · 86' | Vicente Poggi Rodrigo Melgarejo |

| 15' · 87' · 90' | Ulises Torres Irving Zurita José Saavedra |

| Principal  | Martín Molina Astorga           |
| Asistentes | Eder Jesús Contreras Márquez    |
|            | Sandra Elizabeth Ramírez Alemán |
| Cuarto     | Miguel Ángel Anaya Suárez       |

|                    |     |     |
| Tiros              | 9   | 5   |
| Tiros a puerta     | 3   | 3   |
| Saques de esquina  | 1   | 2   |
| Penaltis           | 0   | 0   |
| Fueras de juego    | 1   | 1   |
| Posesión del balón | 53% | 47% |

| Alineación inicial |

| 12    | POR   | Santiago Ramírez |     |
| 4     | DEF   | Arturo Ledesma   |     |
| 5     | DEF   | Víctor Milke     |     |
| 14    | DEF   | Mario Trejo      |     |
| 19    | DEF   | Diego Gallegos   | 72' |
| 6     | MED   | Luis Pérez       |     |
| 25    | MED   | Vicente Poggi    |     |
| 35    | MED   | Jassiel Ruiz     | 57' |
| 7     | DEL   | Sergio Vergara   | 83' |
| 11    | DEL   | Gael Acosta      |     |
| 20    | DEL   | Jesús Ramírez    |     |
| D. T. | D. T. | Ricardo Valiño   |     |

| 30    | POR   | Gabino Espinoza |     |
| 4     | DEF   | Juan García     |     |
| 13    | DEF   | José Saavedra   |     |
| 15    | DEF   | Ulises Torres   |     |
| 180   | DEF   | Jesús Moreno    | 82' |
| 6     | MED   | Aldo Arellano   |     |
| 8     | MED   | Francisco Acuña | 69' |
| 11    | MED   | Irving Zurita   |     |
| 22    | MED   | Iván Tona       | 85' |
| 7     | DEL   | José Peralta    |     |
| 10    | DEL   | Oscar Villa     |     |
| D. T. | D. T. | Gabriel Pereyra |     |

| 8  | Centrocampista | Javier Ibarra     | 57' |
| 28 | Defensa        | Ulises Zurita     | 72' |
| 33 | Defensa        | Rodrigo Melgarejo | 83' |

| 9  | Centrocampista | Edson Torres | 69' |
| 14 | Delantero      | José Gurrola | 82' |
| 24 | Delantero      | Daniel López | 85' |

| 80' · 90+3' | Luis Pérez Javier Ibarra | 1:0 2:0 |

| 37' · 86' | Vicente Poggi Rodrigo Melgarejo |

| 15' · 87' · 90' | Ulises Torres Irving Zurita José Saavedra |

| Principal  | Martín Molina Astorga           |
| Asistentes | Eder Jesús Contreras Márquez    |
|            | Sandra Elizabeth Ramírez Alemán |
| Cuarto     | Miguel Ángel Anaya Suárez       |

|                    |     |     |
| Tiros              | 9   | 5   |
| Tiros a puerta     | 3   | 3   |
| Saques de esquina  | 1   | 2   |
| Penaltis           | 0   | 0   |
| Fueras de juego    | 1   | 1   |
| Posesión del balón | 53% | 47% |

| Alineación inicial |

| 12    | POR   | Santiago Ramírez |     |
| 4     | DEF   | Arturo Ledesma   |     |
| 5     | DEF   | Víctor Milke     |     |
| 14    | DEF   | Mario Trejo      |     |
| 19    | DEF   | Diego Gallegos   | 72' |
| 6     | MED   | Luis Pérez       |     |
| 25    | MED   | Vicente Poggi    |     |
| 35    | MED   | Jassiel Ruiz     | 57' |
| 7     | DEL   | Sergio Vergara   | 83' |
| 11    | DEL   | Gael Acosta      |     |
| 20    | DEL   | Jesús Ramírez    |     |
| D. T. | D. T. | Ricardo Valiño   |     |

| 30    | POR   | Gabino Espinoza |     |
| 4     | DEF   | Juan García     |     |
| 13    | DEF   | José Saavedra   |     |
| 15    | DEF   | Ulises Torres   |     |
| 180   | DEF   | Jesús Moreno    | 82' |
| 6     | MED   | Aldo Arellano   |     |
| 8     | MED   | Francisco Acuña | 69' |
| 11    | MED   | Irving Zurita   |     |
| 22    | MED   | Iván Tona       | 85' |
| 7     | DEL   | José Peralta    |     |
| 10    | DEL   | Oscar Villa     |     |
| D. T. | D. T. | Gabriel Pereyra |     |

| 8  | Centrocampista | Javier Ibarra     | 57' |
| 28 | Defensa        | Ulises Zurita     | 72' |
| 33 | Defensa        | Rodrigo Melgarejo | 83' |

| 9  | Centrocampista | Edson Torres | 69' |
| 14 | Delantero      | José Gurrola | 82' |
| 24 | Delantero      | Daniel López | 85' |

| 80' · 90+3' | Luis Pérez Javier Ibarra | 1:0 2:0 |

| 37' · 86' | Vicente Poggi Rodrigo Melgarejo |

| 15' · 87' · 90' | Ulises Torres Irving Zurita José Saavedra |

| Principal  | Martín Molina Astorga           |
| Asistentes | Eder Jesús Contreras Márquez    |
|            | Sandra Elizabeth Ramírez Alemán |
| Cuarto     | Miguel Ángel Anaya Suárez       |

|                    |     |     |
| Tiros              | 9   | 5   |
| Tiros a puerta     | 3   | 3   |
| Saques de esquina  | 1   | 2   |
| Penaltis           | 0   | 0   |
| Fueras de juego    | 1   | 1   |
| Posesión del balón | 53% | 47% |

| Alineación inicial |

| 12    | POR   | Santiago Ramírez |     |
| 4     | DEF   | Arturo Ledesma   |     |
| 5     | DEF   | Víctor Milke     |     |
| 14    | DEF   | Mario Trejo      |     |
| 19    | DEF   | Diego Gallegos   | 72' |
| 6     | MED   | Luis Pérez       |     |
| 25    | MED   | Vicente Poggi    |     |
| 35    | MED   | Jassiel Ruiz     | 57' |
| 7     | DEL   | Sergio Vergara   | 83' |
| 11    | DEL   | Gael Acosta      |     |
| 20    | DEL   | Jesús Ramírez    |     |
| D. T. | D. T. | Ricardo Valiño   |     |

| 30    | POR   | Gabino Espinoza |     |
| 4     | DEF   | Juan García     |     |
| 13    | DEF   | José Saavedra   |     |
| 15    | DEF   | Ulises Torres   |     |
| 180   | DEF   | Jesús Moreno    | 82' |
| 6     | MED   | Aldo Arellano   |     |
| 8     | MED   | Francisco Acuña | 69' |
| 11    | MED   | Irving Zurita   |     |
| 22    | MED   | Iván Tona       | 85' |
| 7     | DEL   | José Peralta    |     |
| 10    | DEL   | Oscar Villa     |     |
| D. T. | D. T. | Gabriel Pereyra |     |

| 8  | Centrocampista | Javier Ibarra     | 57' |
| 28 | Defensa        | Ulises Zurita     | 72' |
| 33 | Defensa        | Rodrigo Melgarejo | 83' |

| 9  | Centrocampista | Edson Torres | 69' |
| 14 | Delantero      | José Gurrola | 82' |
| 24 | Delantero      | Daniel López | 85' |

| 80' · 90+3' | Luis Pérez Javier Ibarra | 1:0 2:0 |

| 37' · 86' | Vicente Poggi Rodrigo Melgarejo |

| 15' · 87' · 90' | Ulises Torres Irving Zurita José Saavedra |

| Principal  | Martín Molina Astorga           |
| Asistentes | Eder Jesús Contreras Márquez    |
|            | Sandra Elizabeth Ramírez Alemán |
| Cuarto     | Miguel Ángel Anaya Suárez       |

|                    |     |     |
| Tiros              | 9   | 5   |
| Tiros a puerta     | 3   | 3   |
| Saques de esquina  | 1   | 2   |
| Penaltis           | 0   | 0   |
| Fueras de juego    | 1   | 1   |
| Posesión del balón | 53% | 47% |

| Alineación inicial |

| Campeón Clausura 2022 |
| --------------------- |
|                       |
| Atlético Morelia      |
| 1° Título             |

## Tabla de cocientes
Al igual que en la Liga MX el descenso fue suspendido para la temporada 2021-22, sin embargo, de acuerdo con el Artículo 24 del reglamento de competencia, los tres clubes que ocupen los últimos lugares de la tabla de cocientes deberán pagar la multa correspondiente de acuerdo con el reparto establecido: $MXN 1.5 millones el último lugar; $MXN 1 millón el penúltimo; y $MXN 500 mil el antepenúltimo puesto de la tabla. Los clubes filiales (Pumas Tabasco, Raya2 y Tapatío), además del club con estatus de invitado de la Liga Premier (Tlaxcala) quedan exentos de pagar la multa, sin embargo, si un equipo de los citados finaliza en esas posiciones, no habrá recorrido en la tabla y esa multa no será pagada por ningún otro equipo.
- Fecha de actualización: 15 de abril de 2022[27]

| Pos. | Equipo           | A19               | C20               | G20               | GC21              | A21 | C22 | Puntos | A19J              | C20J              | G20J              | GC21J             | A21J | C22J | Juegos | DG  | Cociente |
| ---- | ---------------- | ----------------- | ----------------- | ----------------- | ----------------- | --- | --- | ------ | ----------------- | ----------------- | ----------------- | ----------------- | ---- | ---- | ------ | --- | -------- |
| 1    | Atlético Morelia | 19                | 13                | 26                | 29                | 28  | 25  | 140    | 11                | 8                 | 15                | 15                | 16   | 16   | 81     | 23  | 1.7284   |
| 2    | Atlante          | 20                | 11                | 28                | 22                | 29  | 23  | 135    | 11                | 8                 | 15                | 15                | 16   | 16   | 81     | 35  | 1.6667   |
| 3    | Celaya           | 12                | 13                | 32                | 25                | 25  | 27  | 134    | 11                | 8                 | 15                | 15                | 16   | 16   | 81     | 35  | 1.6543   |
| 4    | Zacatecas        | 14                | 20                | 23                | 24                | 19  | 24  | 124    | 11                | 8                 | 15                | 15                | 16   | 16   | 81     | 22  | 1.5309   |
| 5    | Cimarrones       | 15                | 8                 | 28                | 26                | 21  | 23  | 121    | 11                | 8                 | 15                | 15                | 16   | 16   | 81     | 19  | 1.4938   |
| 6    | Tepatitlán       | Liga Premier MX   | Liga Premier MX   | 23                | 22                | 18  | 22  | 85     | Liga Premier MX   | Liga Premier MX   | 15                | 15                | 16   | 16   | 62     | -2  | 1.3710   |
| 7    | Dorados          | 14                | 5                 | 14                | 18                | 37  | 20  | 107    | 11                | 8                 | 15                | 15                | 16   | 16   | 81     | -1  | 1.3210   |
| 8    | Leones Negros    | 15                | 13                | 13                | 11                | 25  | 29  | 106    | 11                | 8                 | 15                | 15                | 16   | 16   | 81     | -4  | 1.3086   |
| 9    | Oaxaca           | 21                | 6                 | 13                | 19                | 16  | 31  | 106    | 11                | 8                 | 15                | 15                | 16   | 16   | 81     | -5  | 1.3086   |
| 10   | Tapatío          | Sin Participación | Sin Participación | 21                | 22                | 14  | 22  | 79     | Sin Participación | Sin Participación | 15                | 15                | 16   | 16   | 62     | -12 | 1.2742   |
| 11   | Tampico Madero   | 17                | 12                | 23                | 16                | 22  | 11  | 101    | 11                | 8                 | 15                | 15                | 16   | 16   | 81     | 5   | 1.2469   |
| 12   | Tlaxcala         | Liga Premier MX   | Liga Premier MX   | 18                | 19                | 18  | 22  | 77     | Liga Premier MX   | Liga Premier MX   | 15                | 15                | 16   | 16   | 62     | -17 | 1.2419   |
| 13   | Cancún           | 13                | 3                 | 24                | 21                | 13  | 23  | 97     | 11                | 8                 | 15                | 15                | 16   | 16   | 81     | -10 | 1.1975   |
| 14   | Venados          | 8                 | 13                | 16                | 17                | 21  | 22  | 97     | 11                | 8                 | 15                | 15                | 16   | 16   | 81     | -48 | 1.1975   |
| 15   | Correcaminos     | 10                | 16                | 13                | 13                | 19  | 18  | 89     | 11                | 8                 | 15                | 15                | 16   | 16   | 81     | -27 | 1.0988   |
| 16   | Pumas Tabasco    |                   |                   |                   |                   | 23  | 12  | 35     |                   |                   |                   |                   | 16   | 16   | 32     | -11 | 1.0938   |
| 17   | Raya2            | Sin participación | Sin participación | Sin participación | Sin participación | 17  | 17  | 34     | Sin participación | Sin participación | Sin participación | Sin participación | 16   | 16   | 32     | -5  | 1.0625   |

     Pago de multa $MXN500 mil.
     Pago de multa $MXN1 millón.
     Pago de multa $MXN1.5 millones.
     Equipo exento de pago de multa.

## Estadísticas

### Clasificación juego limpio
- Datos según la página oficial.
- Fecha de actualización: 15 de abril de 2022

| Lugar                                | Club                                 |          |          |          | Puntos   |
| ------------------------------------ | ------------------------------------ | -------- | -------- | -------- | -------- |
| 1                                    | Celaya                               | 30       | 0        | 1        | 33       |
| 2                                    | Tampico Madero                       | 30       | 0        | 2        | 36       |
| 3                                    | Tlaxcala                             | 36       | 2        | 0        | 42       |
| 4                                    | Cancún                               | 35       | 0        | 3        | 44       |
| 5                                    | Tepatitlán                           | 44       | 0        | 0        | 44       |
| 6                                    | Dorados                              | 32       | 1        | 3        | 44       |
| 7                                    | Tapatío                              | 39       | 1        | 1        | 45       |
| 8                                    | Venados                              | 36       | 1        | 2        | 45       |
| 9                                    | Pumas Tabasco                        | 33       | 3        | 3        | 45       |
| 10                                   | Atlante                              | 31       | 3        | 2        | 46       |
| 11                                   | Cimarrones                           | 41       | 0        | 2        | 47       |
| 12                                   | Leones Negros                        | 43       | 1        | 1        | 49       |
| 13                                   | Raya2                                | 37       | 2        | 3        | 52       |
| 14                                   | Zacatecas                            | 35       | 3        | 4        | 56       |
| 15                                   | Atlético Morelia                     | 36       | 3        | 4        | 57       |
| 16                                   | Correcaminos                         | 45       | 2        | 2        | 57       |
| 17                                   | Oaxaca                               | 49       | 1        | 4        | 64       |
| Primera Tarjeta Amarilla             | Primera Tarjeta Amarilla             | 1 punto  | 1 punto  | 1 punto  | 1 punto  |
| Segunda Tarjeta Amarilla y Expulsión | Segunda Tarjeta Amarilla y Expulsión | 3 puntos | 3 puntos | 3 puntos | 3 puntos |
| Tarjeta Roja Directa                 | Tarjeta Roja Directa                 | 3 puntos | 3 puntos | 3 puntos | 3 puntos |

### Máximos goleadores
Lista con los máximos goleadores del torneo.
- Datos según la página oficial.

Fecha de actualización: 15 de abril de 2022
| Posición | Jugador                | Club             | Goles | Min. | Frec.       |
| -------- | ---------------------- | ---------------- | ----- | ---- | ----------- |
| 1º       | Óscar Villa            | Cimarrones       | 8     | 1202 | 150.25 min. |
| =        | Juan David Angulo      | Tepatitlán       | 8     | 1206 | 150.75 min. |
| =        | José Juan Machado      | Raya2            | 8     | 1239 | 154.88 min. |
| 4º       | Jesús Andrés Ramírez   | Atlético Morelia | 7     | 1005 | 143.57 min. |
| 5º       | Ricardo Marín          | Celaya           | 6     | 1339 | 223.17 min. |
| 6º       | Jorge Alberto Sánchez  | Oaxaca           | 6     | 1350 | 225 min.    |
| =        | Diego Rafael Jiménez   | Celaya           | 5     | 1195 | 239 min.    |
| =        | José Ángel López       | Zacatecas        | 5     | 862  | 172.4 min.  |
| =        | Daniel Yair Delgadillo | Cancún           | 5     | 1119 | 223.8 min.  |
| =        | Rafael Durán           | Pumas Tabasco    | 5     | 1069 | 213.8 min.  |

#### Tripletes o más
| Jugador         | Local         | Resultado | Visita    | Goles      | Fecha      | Jornada |
| --------------- | ------------- | --------- | --------- | ---------- | ---------- | ------- |
| Héctor Mascorro | Pumas Tabasco | 1 - 5     | Zacatecas | 1' 18' 62' | 2 de marzo | 10      |

### Asistencia
Lista con la asistencia de los partidos y equipos Liga BBVA Expansión MX.
Datos actualizados a 15 de abril de 2022

#### Por equipo
En los promedios solamente se computan los partidos que contaron con asistencia de público. El porcentaje de ocupación media está calculado con base en la capacidad total del estadio, pese a que no se está utilizando el aforo completo debido a restricciones derivadas de la pandemia de COVID-19.
| Pos                | Equipo             | Total   | Media | Más alta | Más baja | % de Ocupación |
| ------------------ | ------------------ | ------- | ----- | -------- | -------- | -------------- |
| 1                  | Atlético Morelia   | 30,897  | 7,725 | 10,521   | 5,741    | 22.20%         |
| 2                  | Oaxaca             | 23,971  | 2,996 | 4,329    | 1,874    | 20.53%         |
| 3                  | Tlaxcala           | 23,767  | 2,971 | 5,637    | 1,040    | 26.68%         |
| 4                  | Venados            | 15,643  | 2,607 | 3,356    | 2,252    | 17.28%         |
| 5                  | Dorados            | 9,205   | 1,534 | 1,633    | 1,451    | 7.63%          |
| 6                  | Leones Negros      | 12,238  | 1,530 | 2,476    | 852      | 2.78%          |
| 7                  | Celaya             | 12,019  | 1,502 | 2,410    | 1,100    | 6.48%          |
| 8                  | Correcaminos       | 6,494   | 1,299 | 2,537    | 30       | 12.35%         |
| 9                  | Atlante            | 10,215  | 1,277 | 2,703    | 922      | 4.26%          |
| 10                 | Cimarrones         | 9,695   | 1,212 | 2,238    | 887      | 6.46%          |
| 11                 | Cancún             | 8,597   | 1,075 | 2,987    | 333      | 5.70%          |
| 12                 | Tepatitlán         | 7,923   | 990   | 2,022    | 579      | 12.25%         |
| 13                 | Zacatecas          | 7,750   | 969   | 1,876    | 367      | 4.83%          |
| 14                 | Tampico Madero     | 5,385   | 898   | 1,551    | 636      | 4.56%          |
| 15                 | Pumas Tabasco      | 5,342   | 668   | 1,319    | 375      | 5.56%          |
| 16                 | Raya2              | 3,229   | 461   | 1,153    | 204      | 0.78%          |
| 17                 | Tapatío            | 2,699   | 338   | 553      | 214      | 0.73%          |
| Totales del Torneo | Totales del Torneo | 194,727 | 1,623 | 10,521   | 30       | 6.88%          |

#### Por jornada
El listado excluye los partidos que fueron disputados a puerta cerrada.
| 1     | 10,823  | 1,353 | 7.27%  | Tlaxcala vs Atlético Morelia (3,744)       | Correcaminos vs Dorados (30)        |
| 2     | 5,767   | 721   | 2.54%  | Dorados vs Tapatío (1,533)                 | Raya2 vs Cimarrones (298)           |
| 3     | 7,909   | 1,318 | 4.60%  | Oaxaca vs Leones Negros (4,329)            | Tapatío vs Venados (214)            |
| 4     | 6,710   | 959   | 3.02%  | Venados vs Pumas Tabasco (2,394)           | Raya2 vs Oaxaca (361)               |
| 5     | 13,356  | 1,908 | 8.11%  | Oaxaca vs Atlético Morelia (3,245)         | Tapatío vs Tampico Madero (328)     |
| 6     | 7,752   | 1,108 | 3.33%  | Venados vs Correcaminos (2,478)            | Raya2 vs Atlante (352)              |
| 7     | 10,031  | 1,433 | 5.34%  | Oaxaca vs Venados (3,825)                  | Tapatío vs Tlaxcala (369)           |
| 8     | 14,843  | 2,121 | 6.96%  | Tlaxcala vs Celaya (5,637)                 | Cimarrones vs Oaxaca (916)          |
| 9     | 10,187  | 1,273 | 4.29%  | Atlante vs Pumas Tabasco (1,733)           | Tapatío vs Cimarrones (292)         |
| 10    | 19,583  | 2,448 | 12.88% | Atlético Morelia vs Dorados (10,521)       | Pumas Tabasco vs Zacatecas (364)    |
| 11    | 0       | 0     | 0.00%  | N/A                                        | N/A                                 |
| 12    | 13,809  | 1,973 | 10.99% | Atlético Morelia vs Tampico Madero (7,410) | Zacatecas vs Venados (407)          |
| 13    | 8,855   | 1,107 | 4.21%  | Venados vs Tepatitlán (2,410)              | Pumas Tabasco vs Cimarrones (375)   |
| 14    | 21,490  | 2,686 | 14.44% | Atlético Morelia vs Leones Negros (7,225)  | Cancún vs Pumas Tabasco (1,234)     |
| 15    | 13,863  | 1,733 | 8.02%  | Venados vs Dorados (3,356)                 | Pumas Tabasco vs Correcaminos (585) |
| 16    | 13,121  | 1,640 | 5.81%  | Atlético Morelia vs Venados (5,741)        | Raya2 vs Tepatitlán (204)           |
| 17    | 16,628  | 2,025 | 8.14%  | Tlaxcala vs Tampico Madero (4,673          | Tapatío vs Rayados (291)            |
| Total | 194,727 | 1,623 | 6.88%  | Atlético Morelia vs Dorados (10,521)       | Correcaminos vs Dorados (30)        |